# 1967
| [ Edytuj tabelę ]                                                | |
| Przewodniczący Rady Państwa                                      | - 1964 Edward Ochab 1968 |
| Premier Polski                                                   | - 1954 Józef Cyrankiewicz 1970 |
| Prezydent Polski na uchodźstwie                                  | - 1947 August Zaleski 1972 |
| Premier rządu RP na uchodźstwie                                  | - 1965 Aleksander Zawisza 1970 |
| I sekretarz KC PZPR                                              | - 1956 Władysław Gomułka 1970 |
| Król Afganistanu                                                 | - 1933 Mohammad Zaher Szah 1973 |
| Premier Afganistanu                                              | - 1965 Mohammad Haszim Majwandwal 1967 - 1967 Abdullah Jakta 1967 - 1967 Mohammad Nur Ahmad Etemadi 1971                                                      |
| Przywódca Albanii                                                | - 1944 Enver Hoxha 1985 |
| Premier Albanii                                                  | - 1954 Mehmet Shehu 1981 |
| Prezydent Algierii                                               | - 1965 Huari Bumedien 1978 |
| Premier Algierii                                                 | - 1963 urząd zniesiony 1979 |
| Współksiążęta Andory                                             | - 1943 Ramón Iglesias i Navarri 1969 - 1959 Charles de Gaulle 1969                                                                                            |
| Król Arabii Saudyjskiej                                          | - 1964 Fajsal ibn Abd al-Aziz Al Su’ud 1975 |
| Prezydent Argentyny                                              | - 1966 gen. Juan Carlos Ongania 1970 |
| Premier Australii                                                | - 1966 Harold Holt 1967 - 1967 John McEwen 1968 |
| Prezydent Austrii                                                | - 1965 Franz Jonas 1974 |
| Kanclerz Austrii                                                 | - 1964 Josef Klaus 1970 |
| Premier Barbadosu                                                | - 1966 Errol Barrow 1976 |
| Przewodniczący Zjednoczonej Rady Rewolucyjnej Birmy              | - 1962 Ne Win 1974 |
| Premier Birmy                                                    | - 1962 Ne Win 1974 |
| Król Belgów                                                      | - 1951 Baudouin 1993 |
| Premier Belgii                                                   | - 1966 Paul Vanden Boeynants 1968 |
| Prezydent Beninu                                                 | - 1965 Christophe Soglo 1967 - 1967 Jean-Baptiste Hacheme 1967 - 1967 Iropa Maurice Kouandété 1967 - 1967 Alphonse Amadou Alley 1968                          |
| Król Bhutanu                                                     | - 1952 Jigme Dorji Wangchuck 1972 |
| Premier Bhutanu                                                  | - 1964 urząd zniesiony 1998 |
| Prezydent Boliwii                                                | - 1964 René Barrientos Ortuño 1969 |
| Prezydent Botswany                                               | - 1966 Seretse Khama 1980 |
| Prezydent Brazylii                                               | - 1964 Humberto de Alencar Castelo Branco 1967 - 1967 Artur da Costa e Silva 1969                                                                             |
| Sułtan Brunei                                                    | - 1950 Omar Ali Saifuddien III 1967 - 1967 Hassanal Bolkiah                                                                                                   |
| Przywódca Bułgarii                                               | - 1954 Todor Żiwkow 1989 |
| Premier Bułgarii                                                 | - 1962 Todor Żiwkow 1971 |
| Prezydent Burundi                                                | - 1966 Michel Micombero 1976 |
| Premier Burundi                                                  | - 1966 urząd zniesiony 1972 |
| Prezydent Chile                                                  | - 1964 Eduardo Frei 1970 |
| Przewodniczący ChRL                                              | - 1959 Liu Shaoqi 1968 |
| Premier Chin                                                     | - 1949 Zhou Enlai 1976 |
| Prezydent Cypru                                                  | - 1960 Michail Muskos 1974 |
| Prezydent Czadu                                                  | - 1960 François Tombalbaye 1975 |
| Premier Czadu                                                    | - 1960 urząd zniesiony 1978 |
| Prezydent Czechosłowacji                                         | - 1957 Antonín Novotný 1968 |
| Premier Czechosłowacji                                           | - 1963 Jozef Lenárt 1968 |
| Król Danii                                                       | - 1947 Fryderyk IX 1972 |
| Premier Danii                                                    | - 1962 Jens Otto Krag 1968 |
| Prezydent DR Konga                                               | - 1965 Joseph-Désiré Mobutu 1971 |
| Dalajlama                                                        | - 1940 Tenzin Gjaco |
| Prezydent Dominikany                                             | - 1966 Joaquín Balaguer 1978 |
| Prezydent Egiptu                                                 | - 1961 Gamal Abdel Naser 1970 |
| Premier Egiptu                                                   | - 1966 Muhammad Sidki Sulajman 1967 - 1967 Gamal Abdel Naser 1970                                                                                             |
| Prezydent Ekwadoru                                               | - 1966 Otto Arosemena 1968 |
| Cesarz Etiopii                                                   | - 1941 Hajle Syllasje 1974 |
| Premier Etiopii                                                  | - 1961 Aklilu Habte-Ueld 1974 |
| Przew. Komisji Europejskiej                                      | - 1958 Walter Hallstein (Niemcy) 1967 - 1967 Jean Rey (Belgia) 1970                                                                                           |
| Prezydent Filipin                                                | - 1965 Ferdinand Marcos 1986 |
| Prezydent Finlandii                                              | - 1956 Urho Kekkonen 1981 |
| Premier Finlandii                                                | - 1966 Rafael Paasio 1968 |
| Prezydent Francji                                                | - 1959 Charles de Gaulle 1969 |
| Premier Francji                                                  | - 1962 Georges Pompidou 1968 |
| Prezydent Gabonu                                                 | - 1964 Léon M’ba 1967 - 1967 Omar Bongo 2009 |
| Premier Gabonu                                                   | - 1961 urząd zniesiony 1975 |
| Prezydent Ghany                                                  | - 1966 Joseph Ankrah 1969 |
| Prezydent Górnej Wolty                                           | - 1966 Sangoulé Lamizana 1980 |
| Król Grecji                                                      | - 1964 Konstantyn II 1973 |
| Premier Grecji                                                   | - 1966 Joanis Paraskewopulos 1967 - 1967 Panajotis Kanelopoulos 1967 - 1967 Konstandinos Kolias 1967 - 1967 Jeorjos Papadopulos 1973                          |
| Premier Gujany                                                   | - 1964 Forbes Burnham 1980 |
| Prezydent Gwatemali                                              | - 1966 Julio César Méndez Montenegro 1970 |
| Prezydent Gwinei                                                 | - 1958 Ahmed Sekou Touré 1984 |
| Prezydent Haiti                                                  | - 1957 François Duvalier 1971 |
| Regent Hiszpanii                                                 | - 1947 Francisco Franco 1975 |
| Premier Hiszpanii                                                | - 1939 Francisco Franco 1973 |
| Król Holandii                                                    | - 1948 Juliana 1980 |
| Premier Holandii                                                 | - 1966 Jelle Zijlstra 1967 - 1967 Piet de Jong 1971 |
| Prezydent Hondurasu                                              | - 1963 Oswaldo López Arellano 1971 |
| Szach Iranu                                                      | - 1941 Mohammad Reza Pahlawi 1979 |
| Premier Iranu                                                    | - 1965 Amir Abbas Howejda 1977 |
| Prezydent Iraku                                                  | - 1966 Abd ar-Rahman Arif 1968 |
| Premier Iraku                                                    | - 1966 Nadżi Talib 1967 - 1967 Abd ar-Rahman Arif 1967 - 1967 Tahir Jahja 1968                                                                                |
| Prezydent Indii                                                  | - 1962 Sarvepalli Radhakrishnan 1968 |
| Premier Indii                                                    | - 1966 Indira Gandhi 1977 |
| Prezydent Indonezji                                              | - 1945 Sukarno 1967 - 1967 Suharto 1998 |
| Prezydent Irlandii                                               | - 1959 Éamon de Valera 1973 |
| Premier Irlandii                                                 | - 1966 Jack Lynch 1973 |
| Prezydent Islandii                                               | - 1952 Ásgeir Ásgeirsson 1968 |
| Premier Islandii                                                 | - 1963 Bjarni Benediktsson (p.o) 1970 |
| Prezydent Izraela                                                | - 1963 Zalman Szazar 1973 |
| Premier Izraela                                                  | - 1963 Lewi Eszkol 1969 |
| Premier Jamajki                                                  | - 1962 Alexander Bustamante 1967 - 1967 Donald Sangster 1967 - 1967 Hugh Shearer 1972                                                                         |
| Cesarz Japonii                                                   | - 1926 Hirohito 1989 |
| Premier Japonii                                                  | - 1964 Eisaku Satō 1972 |
| Prezydent Jemenu Południowego                                    | - 1967 Kahtan Muhammad asz-Szabi 1969 |
| Prezydent Jemenu Północnego                                      | - 1962 Abd Allah as-Sallal 1967 - 1967 Abdul Rahman al-Iriani 1974                                                                                            |
| Król Jordanii                                                    | - 1952 Husajn 1999 |
| Premier Jordanii                                                 | - 1965 Wasfi at-Tall 1967 - 1967 Husajn ibn Nasir 1967 - 1967 Sad Dżuma 1967 - 1967 Bahdżat at-Talhuni 1969                                                   |
| Prezydent Jugosławii                                             | - 1953 Josip Broz Tito 1980 |
| Premier Jugosławii                                               | - 1963 Petar Stambolić 1967 - 1967 Mika Špiljak 1969 |
| Król Kambodży                                                    | - 1960 Sisowath Kossamak (ceremonialna głowa państwa) 1970 - 1960 Norodom Sihanouk (szef państwa) 1970                                                        |
| Premier Kambodży                                                 | - 1966 Lon Nol 1967 - 1967 Son Sann 1968 |
| Prezydent Kamerunu                                               | - 1960 Ahmadou Ahidjo 1982 |
| Premier Kanady                                                   | - 1963 Lester Pearson 1968 |
| Emir Kataru                                                      | - 1960 Ali ibn Abd Allah Al Sani 1971 |
| Prezydent Kenii                                                  | - 1964 Jomo Kenyatta 1978 |
| Prezydent Kolumbii                                               | - 1966 Carlos Lleras Restrepo 1970 |
| Prezydent Konga                                                  | - 1963 Alphonse Massamba-Débat 1968 |
| Premier Konga                                                    | - 1966 Ambroise Noumazalaye 1968 |
| Patriarcha Konstantynopola                                       | - 1948 Atenagoras I 1972 |
| Prezydent Korei Południowej                                      | - 1963 Park Chung-hee 1979 |
| Premier Korei Południowej                                        | - 1964 Chung Il-kwon 1970 |
| Premier KRLD                                                     | - 1948 Kim Il Sŏng 1972 |
| Prezydent Kostaryki                                              | - 1966 José Joaquín Trejos Fernández 1970 |
| Prezydent Kuby                                                   | - 1959 Osvaldo Dorticós Torrado 1976 |
| Premier Kuby                                                     | - 1959 Fidel Castro 1976 |
| Emir Kuwejtu                                                     | - 1965 Sabah III 1977 |
| Premier Kuwejtu                                                  | - 1965 Dżabir al-Ahmad al-Dżabir as-Sabah 1978 |
| Król Laosu                                                       | - 1959 Savang Vatthana 1975 |
| Król Lesotho                                                     | - 1966 Moshoeshoe II 1990 |
| Premier Lesotho                                                  | - 1965 Leabua Jonathan 1986 |
| Prezydent Libanu                                                 | - 1964 Charles Hélou 1970 |
| Premier Libanu                                                   | - 1966 Raszid Karami 1968 |
| Prezydent Liberii                                                | - 1944 William Tubman 1971 |
| Król Libii                                                       | - 1951 Idris I 1969 |
| Premier Libii                                                    | - 1965 Husajn Mazik 1967 - 1967 Abd al-Kadir al-Badri 1967 - 1967 Abd al-Hamid al-Bakkusz 1968                                                                |
| Książę Liechtensteinu                                            | - 1938 Franciszek Józef II 1989 |
| Premier Liechtensteinu                                           | - 1962 Gerard Batliner 1970 |
| Premier Litwyna emigracji                                        | - 1940 Stasys Lozoraitis 1983 |
| Wielki książę Luksemburga                                        | - 1964 Jan 2000 |
| Premier Luksemburga                                              | - 1959 Pierre Werner 1974 |
| Prezydent Madagaskaru                                            | - 1960 Philibert Tsiranana 1972 |
| Prezydent Malawi                                                 | - 1966 Hastings Kamuzu Banda 1994 |
| Sułtan Malediwów                                                 | - 1965 Muhammad Fareed Didi 1968 |
| Król Malezji                                                     | - 1965 Ismail Nasiruddin 1970 |
| Premier Malezji                                                  | - 1957 Tunku Abdul Rahman 1970 |
| Prezydent Mali                                                   | - 1960 Modibo Keïta 1968 |
| Premier Mali                                                     | - 1965 urząd zniesiony 1968 |
| Premier Malty                                                    | - 1962 George Borg Olivier 1971 |
| Król Maroka                                                      | - 1961 Hassan II 1999 |
| Premier Maroka                                                   | - 1965 wakat 1967 - 1967 Mohamed Benhima 1969 |
| Prezydent Mauretanii                                             | - 1960 Muchtar wuld Dadda 1978 |
| Premier Mauretanii                                               | - 1961 urząd zniesiony 1979 |
| Prezydent Meksyku                                                | - 1964 Gustavo Díaz Ordaz 1970 |
| Książę Monako                                                    | - 1949 Rainier III 2005 |
| Minister stanu Monako                                            | - 1966 Paul Demange 1969 |
| Przewodniczący Prezydium Wielkiego Churału Ludowego Mongolii     | - 1960 Dżamsrangijn Sambuu 1972 |
| Premier Mongolii                                                 | - 1952 Jumdżaagijn Cedenbal 1974 |
| Sekretarz generalny NATO                                         | - 1964 Manlio Brosio (Włochy) 1971 |
| Król Nepalu                                                      | - 1955 Mahendra 1972 |
| Premier Nepalu                                                   | - 1965 Surya Bahadur Thapa 1969 |
| Prezydent Niemiec                                                | - 1959 Heinrich Lübke 1969 |
| Kanclerz Niemiec                                                 | - 1966 Kurt Georg Kiesinger 1969 |
| Prezydent Nigru                                                  | - 1960 Hamani Diori 1974 |
| Prezydent Nigerii                                                | - 1966 Yakubu Gowon 1975 |
| Prezydent Nikaragui                                              | - 1966 Lorenzo Guerrero 1967 - 1967 Anastasio Somoza Debayle 1972                                                                                             |
| Król Norwegii                                                    | - 1957 Olaf V 1991 |
| Premier Norwegii                                                 | - 1965 Per Borten 1971 |
| Premier Nowej Zelandii                                           | - 1960 Keith Holyoake 1972 |
| Przewodniczący Rady Państwa NRD                                  | - 1960 Walter Ulbricht 1973 |
| Premier NRD                                                      | - 1964 Willi Stoph 1973 |
| Sułtan Omanu                                                     | - 1932 Sa’id ibn Tajmur 1970 |
| Sekretarz generalny ONZ                                          | - 1961 U Thant (Birma) 1971 |
| Prezydent Pakistanu                                              | - 1958 Muhammad Ayub Khan 1969 |
| Premier Pakistanu                                                | - 1958 urząd zniesiony 1971 |
| Prezydent Panamy                                                 | - 1964 Marco Aurelio Robles 1968 |
| Papież                                                           | - 1963 Paweł VI 1978 |
| Prezydent Paragwaju                                              | - 1954 gen. Alfredo Stroessner 1989 |
| Prezydent Peru                                                   | - 1963 Fernando Belaúnde Terry 1968 |
| Prezydent Południowej Afryki                                     | - 1961 Charles Swart 1967 - 1967 Jozua Naudé (p.o.) 1968 |
| Premier Południowej Afryki                                       | - 1966 Balthazar Vorster 1978 |
| Prezydent Portugalii                                             | - 1958 Américo Tomás 1974 |
| Premier Portugalii                                               | - 1932 António de Oliveira Salazar 1968 |
| Sekretarz generalny Rady Europy                                  | - 1964 Peter Smithers (Wielka Brytania) 1969 |
| Prezydent Republiki Środkowoafrykańskiej                         | - 1966 Jean-Bédel Bokassa 1976 |
| Premier Republiki Środkowoafrykańskiej                           | - 1960 urząd zniesiony 1975 |
| Premier Rodezji                                                  | - 1965 Ian Smith 1979 |
| Prezydent Rumunii                                                | - 1965 Chivu Stoica 1967 - 1967 Nicolae Ceaușescu 1989 |
| Premier Rumunii                                                  | - 1961 Ion Gheorghe Maurer 1974 |
| Prezydent Rwandy                                                 | - 1962 Grégoire Kayibanda 1973 |
| Prezydent Salwadoru                                              | - 1962 Julio Adalberto Rivera Carballo 1967 - 1967 Fidel Sánchez Hernández 1972                                                                               |
| O le Ao o le Malo Samoa                                          | - 1962 Malietoa Tanumafili II 2007 |
| Premier Samoa                                                    | - 1959 Mataʻafa Mulinuʻu II 1970 |
| Kapitanowie regenci San Marino                                   | - 1966 Giovanni Vito Marcucci Francesco Maria Francini 1967 - 1967 Vittorio Rossini Alberto Lonfernini 1967 - 1967 Domenico Forcellini Romano Michelotti 1968 |
| Sekretarz Stanu do spraw Politycznych i Zagranicznych San Marino | - 1957 Federico Bigi 1972 |
| Prezydent Senegalu                                               | - 1960 Léopold Sédar Senghor 1980 |
| Premier Senegalu                                                 | - 1962 urząd zniesiony 1970 |
| Premier Sierra Leone                                             | - 1964 Albert Margai 1967 - 1967 Siaka Stevens 1967 - 1967 David Lansana 1967 - 1967 Ambrose Patrick Genda 1967 - 1967 Andrew Juxon-Smith 1968                |
| Prezydent Singapuru                                              | - 1965 Encik Yusof bin Ishak 1970 |
| Premier Singapuru                                                | - 1965 Lee Kuan Yew 1990 |
| Prezydent Somalii                                                | - 1960 Aden Abdullah Osman Daar 1967 - 1967 Abdirashid Ali Shermarke 1969                                                                                     |
| Premier Somalii                                                  | - 1964 Abdirizak Haji Hussein 1967 - 1967 Mohammed Ibrahim Egal 1969                                                                                          |
| Premier Sri Lanki                                                | - 1965 Dudley Shelton Senanayake 1970 |
| Premier Suazi                                                    | - 1967 Makhosini Dlamini 1976 |
| Prezydent Sudanu                                                 | - 1965 Isma’il al-Azhari 1969 |
| Premier Sudanu                                                   | - 1966 Sadik al-Mahdi 1967 - 1967 Muhammad Ahmad al-Mahdżub 1969                                                                                              |
| Prezydent Syrii                                                  | - 1966 Nur ad-Din al-Atasi 1970 |
| Premier Syrii                                                    | - 1966 Jusuf Zu’ajjin 1968 |
| Prezydent Szwajcarii                                             | - 1967 Roger Bonvin 1967 |
| Król Szwecji                                                     | - 1950 Gustaw VI Adolf 1973 |
| Premier Szwecji                                                  | - 1946 Tage Erlander 1969 |
| Król Tajlandii                                                   | - 1946 Bhumibol Adulyadej 2016 |
| Premier Tajlandii                                                | - 1963 Thanom Kittikachorn 1973 |
| Prezydent Tajwanu                                                | - 1950 Czang Kaj-szek 1975 |
| Prezydent Tanzanii                                               | - 1964 Julius Nyerere 1985 |
| Prezydent Togo                                                   | - 1963 Nicolas Grunitzky 1967 - 1967 Kléber Dadjo 1967 - 1967 Gnassingbé Eyadéma 2005                                                                         |
| Premier Togo                                                     | - 1961 urząd zniesiony 1991 |
| Król Tonga                                                       | - 1965 Taufaʻahau Tupou IV 2006 |
| Premier Tonga                                                    | - 1965 Sione Ngū Manumataongo Uelingatoni 1991 |
| Premier Trynidadu i Tobago                                       | - 1962 Eric Williams 1981 |
| Prezydent Tunezji                                                | - 1957 Habib Burgiba 1987 |
| Premier Tunezji                                                  | - 1957 urząd zniesiony 1969 |
| Prezydent Turcji                                                 | - 1966 Cevdet Sunay 1973 |
| Premier Turcji                                                   | - 1965 Süleyman Demirel 1971 |
| Prezydent Ugandy                                                 | - 1966 Milton Obote 1971 |
| Premier Ugandy                                                   | - 1966 urząd zniesiony 1980 |
| Prezydent Urugwaju                                               | - 1955 Narodowa Rada Rządowa 1967 - 1967 Óscar Diego Gestido 1967 - 1967 Jorge Pacheco Areco 1972                                                             |
| Prezydent USA                                                    | - 1963 Lyndon B. Johnson 1969 |
| Prezydent Wenezueli                                              | - 1964 Raúl Leoni 1969 |
| Prezydent Węgier                                                 | - 1952 István Dobi 1967 - 1967 Pál Losonczi 1987 |
| Premier Węgier                                                   | - 1965 Gyula Kállai 1967 - 1967 Jenő Fock 1975 |
| Monarcha Wielkiej Brytanii                                       | - 1952 Elżbieta II 2022 |
| Premier Wielkiej Brytanii                                        | - 1964 Harold Wilson 1970 |
| Prezydent Wietnamu Północnego                                    | - 1945 Hồ Chí Minh 1969 |
| Premier Wietnamu Północnego                                      | - 1955 Phạm Văn Đồng 1976 |
| Prezydent Wietnamu Południowego                                  | - 1965 Nguyễn Văn Thiệu 1975 |
| Premier Wietnamu Południowego                                    | - 1965 Nguyễn Cao Kỳ 1967 - 1967 Nguyễn Văn Lộc 1968 |
| Prezydent Włoch                                                  | - 1964 Giuseppe Saragat 1971 |
| Premier Włoch                                                    | - 1963 Aldo Moro 1968 |
| Prezydent WKS                                                    | - 1960 Félix Houphouët-Boigny 1993 |
| Premier WKS                                                      | - 1960 urząd zniesiony 1990 |
| Prezydent Zambii                                                 | - 1964 Kenneth Kaunda 1991 |
| Przywódca ZSRR                                                   | - 1964 Leonid Breżniew 1982 |
| Premier ZSRR                                                     | - 1964 Aleksiej Kosygin 1980 |

Rok 1967 / MCMLXVII
stulecia: XIX wiek ~
XX wiek ~
XXI wiek

dziesięciolecia:
1930–1939 •
1940–1949 •
1950–1959 •
1960–1969
• 1970–1979
• 1980–1989
• 1990–1999

lata: 1957 «
1962 «
1963 «
1964 «
1965 «
1966 «
1967
» 1968
» 1969
» 1970
» 1971
» 1972
» 1977

## Wydarzenia w Polsce
- 1 stycznia:
  - został utworzony Słowiński Park Narodowy.
  - premiera filmu Małżeństwo z rozsądku w reżyserii Stanisława Barei.
  - Blachownia, Gogolin, Gozdnica, Jedlicze, Jedlina-Zdrój, Kępice, Kuźnia Raciborska, Łazy, Marki, Ożarów Mazowiecki, Piechowice, Polkowice, Reda, Stąporków, Stronie Śląskie, Tłuszcz, Węgliniec i Ząbki uzyskały prawa miejskie.
- 5 stycznia – runęła wieża ratusza w Świdnicy.
- 7 stycznia – odbyła się premiera filmu Sublokator.
- 8 stycznia – na dworcu Wrocław Główny zginął w wypadku Zbigniew Cybulski.
- 10 stycznia – ukazało się premierowe wydanie programu telewizyjnego Latający Holender.
- 19 stycznia – zainaugurował działalność Teatr Wielki w Łodzi.
- 20 stycznia – premiera filmu Gdzie jest trzeci król.
- 25 stycznia – Leonid Teliga wypłynął z Casablanki w rejs dookoła świata jachtem Opty.
- 24 lutego – premiera filmu Chudy i inni w reżyserii Henryka Kluby.
- 24 marca – Dąb Chrobry, rosnący od około 1250 roku w pobliżu dzisiejszego rezerwatu przyrody Buczyna Szprotawska w Borach Dolnośląskich, został uznany za pomnik przyrody.
- 27 marca – premiera serialu Klub profesora Tutki.
- 3 kwietnia – ukazał się pierwszy numer „Wieczoru Wrocławia”.
- 13 kwietnia – w Sali Kongresowej w Warszawie odbył się pierwszy polski koncert grupy The Rolling Stones.
- 15 kwietnia – Stoczni Gdańskiej nadano imię Lenina.
- 25 kwietnia – premiera filmu Kochajmy syrenki.
- 13 maja – otwarto Park Mikołaja Kopernika we Wrocławiu.
- 22 maja – podjęto decyzję o odbudowie Zamku Książąt Głogowskich.
- 3 czerwca – w Warszawie, sprinter Jan Werner ustanowił rekord Europy w biegu na 200 m wynikiem 20,4 s.
- 4 czerwca – Danuta Sobieska ustanowiła rekord Polski w biegu na 800 m wynikiem 2.05,2 s.
- 12 czerwca – po sukcesie wojsk izraelskich w wojnie sześciodniowej rząd PRL zerwał stosunki dyplomatyczne z państwem żydowskim.
- 19 czerwca – podczas przemówienia na kongresie związków zawodowych w Warszawie Władysław Gomułka nazwał Żydów mieszkających w Polsce „piątą kolumną”.
- 26 czerwca – arcybiskup Karol Wojtyła został mianowany kardynałem przez papieża Pawła VI.
- 27 czerwca – w Poznaniu, Czesława Dominiak ustanowiła rekord Polski w biegu na 400 m wynikiem 54,8 s.
- 1 lipca – w fabryce w Sanoku rozpoczęto produkcję autobusu San H100.
- 3 lipca – Katastrofa kolejowa pod Działdowem.
- 7 lipca – premiera filmu Bicz Boży.
- 2 sierpnia – w Szczecinie, Adam Kołodziejczyk ustanowił rekord Polski w biegu na 110 m ppł. wynikiem 13,9 s.
- 9 sierpnia – 7 marynarzy zginęło na niszczycielu ORP Błyskawica po pęknięciu głównego rurociągu pary.
- 18 sierpnia – premiera filmu Morderca zostawia ślad.
- 23 sierpnia – w Łazach miał miejsce panoramiczny happening morski autorstwa Tadeusza Kantora.
- 1 września:
  - odsłonięto Pomnik Powstańców Śląskich w Katowicach.
  - premiera filmu Westerplatte.
- 6–12 września – wizyta Charles’a de Gaulle’a w Polsce.
- 7 września – na terenie Wojewódzkiego Parku Kultury i Wypoczynku w Katowicach i Chorzowie uruchomiono kolejkę linową Elka.
- 9 września – dokonano ponownego odsłonięcia zrekonstruowanego po zniszczeniach wojennych Pomnika Lotnika w Warszawie.
- 10 września – prymas Stefan Wyszyński koronował obraz Matki Boskiej Gietrzwałdzkiej.
- 15 września – odbyła się premiera filmu Sami swoi.
- 17 września – Wilhelm Weistand ustanowił rekord Polski w biegu na 400 m ppł. wynikiem 50,5 s.
- 29 września – premiera dramatu psychologicznego Jowita w reżyserii Janusza Morgensterna.
- 5 października – premiera serialu Niewiarygodne przygody Marka Piegusa.
- 30 października – podniesienie bandery na kutrze rakietowym ORP „Puck”.
- 21 listopada:
  - Sejm uchwalił ustawę o powszechnym obowiązku obrony PRL.
  - premiera filmu Paryż – Warszawa bez wizy.
- 25 listopada – w Teatrze Narodowym w Warszawie odbyła się premiera Dziadów w reżyserii Kazimierza Dejmka z Gustawem Holoubkiem w roli Gustawa-Konrada, spektaklu zdjętego z afisza w styczniu następnego roku, co było jedną z przyczyn wydarzeń marcowych.
- 28 listopada – w FSO powstał pierwszy Fiat 125p.
- 5 grudnia – w audycji telewizyjnej Po szóstej zadebiutowała Grupa Skifflowa No To Co.
- 7 grudnia – największa w historii Polski katastrofa tramwajowa w Szczecinie.
- 13 grudnia – 18 osób zginęło we wsi Iwiny (powiat bolesławiecki) w wyniku fali powodziowej wywołanej przerwaniem grobli stawu osadów poflotacyjnych przy kopalni miedzi „Konrad”.
- 29 grudnia – Jerzy Majewski został przewodniczącym Prezydium Rady Narodowej Miasta Stołecznego Warszawy.
- Rozegrane zostały pierwsze mistrzostwa Polski w żeglarstwie lodowym w klasie DN.
- Powstał klub szczypiornistów Górnik Lubin.

## Wydarzenia na świecie
- 1 stycznia – Belgia objęła prezydencję w Radzie Unii Europejskiej.
- 2 stycznia – Ronald Reagan został gubernatorem Kalifornii.
- 14 stycznia – odbyło się The World’s First Human Be-In, wydarzenie to uznawane jest za początek ruchu hippisowskiego.
- 15 stycznia:
  - w Moskwie otwarto Hotel Rossija.
  - rozegrano pierwszy finał Super Bowl o mistrzostwo amerykańskiej National Football League.
- 16 stycznia – na Słowacji utworzono Pieniński Park Narodowy.
- 20 stycznia – ukazał się album Between the Buttons grupy The Rolling Stones.
- 27 stycznia:
  - w czasie przedstartowego testu w wyniku pożaru zginęła załoga statku Apollo 1.
  - podpisano Traktat o przestrzeni kosmicznej, uznający kosmiczne zasoby za wspólne dziedzictwo ludzkości.
  - włoski piosenkarz Luigi Tenco popełnił samobójstwo po porażce jego utworu w głosowaniu telewidzów na festiwalu piosenki włoskiej w San Remo.
- 29 stycznia – premiera filmu Noc generałów.
- 30 stycznia – papież Paweł VI przyjął Nikołaja Podgornego, przewodniczącego prezydium Rady Najwyższej ZSRR.
- 31 stycznia – RFN i Rumunia nawiązały stosunki dyplomatyczne.
- 3 lutego – w więzieniu w Melbourne wykonano ostatni w historii Australii wyrok śmierci na mordercy Ronaldzie Ryanie.
- 5 lutego – wystrzelona została amerykańska sonda księżycowa Lunar Orbiter 3.
- 7 lutego – w wyniku pożaru buszu na Tasmanii zginęły 62 osoby, 900 zostało rannych, a ponad 7 tysięcy ludzi straciło dach nad głową.
- 8 lutego – oblot szwedzkiego samolotu myśliwsko-szturmowego Saab JA-37 Viggen.
- 11 lutego – w niemieckim Oberstdorfie norweski skoczek narciarski Lars Grini jako pierwszy osiągnął odległość 150 m.
- 14 lutego – podpisano Traktat o zakazie broni jądrowej w Ameryce Łacińskiej i na Karaibach.
- 16 lutego – dokonano oblotu niemieckiego śmigłowca Bölkow Bo 105.
- 23 lutego – weszła w życie 25. poprawka do Konstytucji Stanów Zjednoczonych.
- 6 marca – córka Józefa Stalina, Swietłana Alliłujewa poprosiła o azyl polityczny w amerykańskiej ambasadzie w Nowym Delhi.
- 9 marca – 26 osób zginęło w wyniku zderzenia samolotu pasażerskiego DC-9 z awionetką w Urbana (Ohio).
- 12 marca – tymczasowy parlament Indonezji pozbawił władzy prezydenta Sukarno i mianował na jego miejsce generała Suharto.
- 13 marca – 25 osób zginęło w katastrofie samolotu Vickers Viscount w East London w RPA.
- 15 marca:
  - Artur da Costa e Silva został prezydentem Brazylii.
  - dokonano oblotu amerykańskiego śmigłowca wielozadaniowego Sikorsky MH-53 Pave Low.
- 17 marca – w Jordanii holenderska ekspedycja odkryła aramejską inskrypcję z Dajr Alla z IX–VIII w. p.n.e.
- 18 marca – na kanale La Manche zatonął wypełniony ropą tankowiec Torrey Canyon, co spowodowało katastrofę ekologiczną na wybrzeżu brytyjskim i francuskim.
- 19 marca – weszła w życie Konwencja wiedeńska o stosunkach konsularnych.
- 22 marca – powstał południowokoreański koncern przemysłowy Daewoo.
- 26 marca – papież Paweł VI ogłosił encyklikę społeczną Populorum progressio.
- 29 marca – zwodowano pierwszy francuski atomowy okręt podwodny „Le Redoutable”.
- 5 kwietnia – Piet de Jong został premierem Holandii.
- 7 kwietnia:
  - w bitwie powietrznej nad Wzgórzami Golan izraelskie myśliwce zestrzeliły 6 syryjskich MiG-ów 21.
  - wprowadzono Krajowy znak jakości ZSRR.
- 8 kwietnia – w Wiedniu odbył się 12. Konkurs Piosenki Eurowizji.
- 9 kwietnia – pierwszy lot samolotu pasażerskiego Boeing 737, samolotu wyprodukowanego w ponad 7 tys. egzemplarzy.
- 10 kwietnia – odbyła się 39. ceremonia wręczenia Oscarów.
- 13 kwietnia – Pál Losonczi został prezydentem Węgier.
- 14 kwietnia:
  - Jenő Fock został premierem Węgier.
  - Gnassingbé Eyadéma został prezydentem Togo.
- 17 kwietnia:
  - został wystrzelony amerykański satelita księżycowy Surveyor 3.
  - ustanowiono Order Kanady.
- 20 kwietnia:
  - amerykańska sonda Surveyor 3 wylądowała na Księżycu.
  - Cypr: 126 osób zginęło w katastrofie samolotu Bristol Britannia 175 szwajcarskich linii Globe Air.
- 21 kwietnia:
  - pułkownik Jeorjos Papadopulos przeprowadził w Grecji na kilka dni przed zaplanowanymi wyborami udany zamach stanu, ustanawiając dyktaturę wojskową.
  - 24 osoby zginęły, ponad 300 zostało rannych po przejściu tornada nad Belvidere (Illinois).
- 22 kwietnia – założono paragwajski klub piłkarski Sport Áncash Huaraz.
- 23 kwietnia – rozpoczęła się misja kosmiczna Sojuz 1 zakończona katastrofą podczas lądowania, w której zginął Władimir Komarow.
- 24 kwietnia – kosmonauta Władimir Komarow zginął podczas lądowania z powodu awarii spadochronu kapsuły statku Sojuz 1.
- 27 kwietnia – w Montrealu otwarto Expo ’67.
- 28 kwietnia – z połączenia McDonnell Aircraft Corporation i Douglas Aircraft Company powstała amerykańska wytwórnia lotnicza McDonnell Douglas.
- 1 maja:
  - Anastasio Somoza Debayle został prezydentem Nikaragui.
  - w Las Vegas odbył się ślub Elvisa Presleya i Priscilli Beaulieu.
  - dokonano oblotu holenderskiego samolotu pasażerskiego Fokker F28.
- 4 maja – została wystrzelona amerykańska sonda księżycowa Lunar Orbiter 4.
- 7 maja – podczas wyścigu Formuły 1 o Grand Prix Monako, włoski kierowca Lorenzo Bandini doznał rozległych oparzeń po wypadku swojego bolidu. Zmarł trzy dni później w szpitalu.
- 10 maja – założono holenderski klub piłkarski AZ Alkmaar.
- 11 maja:
  - ekonomista i polityk socjalistyczny Andreas Papandreu został uwięziony przez grecką juntę czarnych pułkowników.
  - Wielka Brytania złożyła wniosek o przyjęcie do Wspólnot Europejskich.
- 12 maja – premiera singla A Whiter Shade of Pale brytyjskiej grupy rockowej Procol Harum.
- 13 maja:
  - odbyła się podróż apostolska Pawła VI do Portugalii.
  - Zakir Hussain został prezydentem Indii.
- 16 maja – Makhosini Dlamini został pierwszym premierem Suazi.
- 18 maja – Jurij Andropow został przewodniczącym KGB.
- 19 maja – Egipt rozpoczął remilitaryzację półwyspu Synaj po wycofaniu na jego żądanie międzynarodowych sił pokojowych UNEF.
- 20 maja – w San Jose, Amerykanin Tommie Smith ustanowił rekord świata w biegu na 400 m wynikiem 44,5 s.
- 22 maja – w pożarze domu towarowego Innovation w Brukseli zginęły 323 osoby, 150 zostało rannych.
- 23 maja – Egipt zamknął dla statków izraelskich Cieśninę Tirańską.
- 27 maja – w Urugwaju reprezentacja Polski w koszykówce mężczyzn, w swym debiucie na mistrzostwach świata, pokonała Portoryko 76:64.
- 28 maja – podniesiono prędkość na kolei francuskiej do 200 km/h w ruchu planowym pociągów pasażerskich po raz pierwszy w Europie, najpierw na trasie łączącej Paryż z Tuluzą pociągiem elektrycznym Le Capitole[1].
- 28 maja – założono islandzki klub sportowy Fylkir Reykjavík.
- 30 maja – nigeryjski region Biafra ogłosił secesję, wywołując blisko 3-letnią wojnę domową.
- 1 czerwca – ukazał się album Sgt. Pepper’s Lonely Hearts Club Band grupy The Beatles.
- 2 czerwca – jedna osoba zginęła, a 60 zostało rannych w wyniku starć lewicowej młodzieży z policją w trakcie demonstracji przeciwko wizycie szacha Iranu Rezy Pahlawiego w Berlinie Zachodnim.
- 3 czerwca:
  - 88 osób zginęło w katastrofie samolotu Douglas C-54 Skymaster we Francji.
  - w Londynie, Brytyjka Anne Smith ustanowiła rekord świata w biegu na 1 milę wynikiem 4.37,0 s.
- 4 czerwca – 72 osoby zginęły w katastrofie samolotu Canadair C-4 w Wielkiej Brytanii.
- 5–11 czerwca – wojna sześciodniowa.
- 5 czerwca:
  - na Wielkim Jeziorze Gorzkim na Kanale Sueskim na osiem lat zostały uwięzione polskie dziesięciotysięczniki: MS Bolesław Bierut i MS Djakarta.
  - ukazała się powieść Sto lat samotności Gabriela Garcíi Márqueza.
- 8 czerwca – wojna sześciodniowa: na wodach międzynarodowych izraelskie samoloty i torpedowce zaatakowały okręt USS „Liberty”. Zginęło 34 członków załogi, 171 zostało rannych.
- 9 czerwca – wojna sześciodniowa: wojska izraelskie zajęły pozycje wzdłuż całego Kanału Sueskiego.
- 10 czerwca:
  - zakończyła się wojna sześciodniowa. Siły Obronne Izraela rozgromiły wojska koalicji arabskiej, zajmując cały półwysep Synaj, Wzgórza Golan, Judeę z Jerozolimą i Samarię.
  - dokonano oblotu myśliwca MiG-23.
- 12 czerwca:
  - wystrzelono radziecką sondę wenusjańską Wenera 4.
  - w Singapurze wprowadzono nową walutę, dolara singapurskiego.
  - premiera filmu sensacyjnego Żyje się tylko dwa razy w reżyserii Lewisa Gilberta.
- 14 czerwca – w kierunku Wenus wystrzelono amerykańską sondę Mariner 5.
- 15 czerwca – premiera filmu wojennego Parszywa dwunastka w reżyserii Roberta Aldricha.
- 16–18 czerwca – odbył się Festiwal w Monterey, wystąpili m.in. Jimi Hendrix, Janis Joplin i Otis Redding.
- 17 czerwca – Chiny przeprowadziły pierwszy próbny wybuch bomby wodorowej.
- 23 czerwca – 34 osoby zginęły w katastrofie należącego do Mohawk Airlines samolotu BAC One-Eleven w Blossburgu w Pensylwanii.
- 27 czerwca – w Londynie uruchomiono pierwszy na świecie bankomat.
- 28 czerwca:
  - Izrael zaanektował wschodnią część Jerozolimy.
  - w Helsinkach, Australijka Judy Pollock ustanowiła rekord świata w biegu na 800 m wynikiem 2.01,0 s.
- 29 czerwca – w wypadku samochodowym zginęła amerykańska aktorka, seksbomba Jayne Mansfield.
- 1 lipca:
  - Niemcy objęły prezydencję w Radzie Unii Europejskiej
  - Traktat fuzyjny: wszedł w życie układ o połączeniu Europejskiej Wspólnoty Gospodarczej, Europejskiej Wspólnoty Węgla i Stali oraz EUROATOM-u.
- 3 lipca:
  - Dania, jako pierwsze państwo, wprowadziła w handlu detalicznym podatek VAT
  - w Południowej Afryce rozpoczęto bicie krugerrandów – złotych monet bulionowych.
- 7 lipca – w Nigerii wojska rządowe zaatakowały zbuntowaną prowincję Biafra.
- 8 lipca:
  - założono Uniwersytet Hacettepe w Ankarze.
  - w Los Angeles, Amerykanin Jim Ryun ustanowił rekord świata w biegu na 1500 m wynikiem 3.33,1 s.
- 10 lipca – w Nowej Zelandii dolar nowozelandzki zastąpił funta nowozelandzkiego.
- 13 lipca – brytyjski kolarz Tom Simpson zmarł w trakcie etapu Tour de France podczas wspinaczki na Mont Ventoux wskutek zawału serca spowodowanego nadużyciem amfetaminy. Dodatkowo wpływ na jego śmierć mógł mieć ówczesny zakaz pobierania na trasie więcej niż czterech bidonów, czyli ok. dwóch litrów napojów.
- 14 lipca – została wystrzelona amerykańska sonda księżycowa Surveyor 4.
- 17 lipca – na Księżycu rozbiła się amerykańska sonda Surveyor 4.
- 19 lipca – w Hendersonville (Karolina Północna), w wyniku zderzenia Boeinga 727 z awionetką zginęły 82 osoby.
- 22 lipca – w trzęsieniu ziemi w tureckim mieście Mudurnu zginęło 86 osób, a 332 zostały ranne.
- 23 lipca – rozpoczęły się zamieszki rasowe w Detroit.
- 24 lipca – w czasie oficjalnej wizyty w Kanadzie francuski prezydent Charles de Gaulle wygłosił przemówienie, w który padły słowa „Niech żyje wolny Quebec!”.
- 25 lipca – rozpoczęła się wizyta papieża Pawła VI w Turcji.
- 29 lipca:
  - wojna wietnamska: w wyniku pożaru i eksplozji amunicji na pokładzie amerykańskiego lotniskowca USS Forrestal zginęły 134 osoby, a 62 zostały ranne.
  - utwór Light My Fire z debiutanckiego albumu grupy The Doors znalazł się na pierwszym miejscu listy Billboard Hot 100.
- 5 sierpnia – sonda Lunar Orbiter 5 weszła na orbitę Księżyca.
- 8 sierpnia – powstało Stowarzyszenie Narodów Azji Południowo-Wschodniej (ASEAN).
- 30 sierpnia – Thurgood Marshall został pierwszym czarnoskórym sędzią Sądu Najwyższego USA (zatwierdzenie).
- 1 września – zostały wprowadzone ośmioklasowe podstawówki.
- 2 września – powstało micronation Sealand.
- 3 września – Dagen H: wprowadzenie w Szwecji ruchu prawostronnego zamiast lewostronnego.
- 8 września:
  - 39 marynarzy zginęło w wyniku eksplozji i pożaru na znajdującym się na Morzu Norweskim radzieckim atomowym okręcie podwodnym K-3 „Leninskij Komsomoł”.
  - wystrzelono sondę księżycową Surveyor 5.
- 10 września – mieszkańcy Gibraltaru zagłosowali za pozostaniem kolonią brytyjską.
- 11 września – sonda Surveyor 5 wylądowała na Księżycu.
- 15 września – otwarto Brücke-Museum w Berlinie.
- 17 września – 60 osób zginęło, a około 400 zostało rannych w zamieszkach na stadionie w tureckim mieście Kayseri, podczas meczu ligi tureckiej Kayserispor-Sivasspor.
- 20 września:
  - nigeryjskie siły rządowe zlikwidowały separatystyczną Republikę Beninu.
  - zwodowano statek pasażerski RMS Queen Elizabeth 2.
- 26 września – Wielka Brytania, Francja i RFN podpisały w Londynie umowę o wspólnej produkcji samolotu Airbus.
- 29 września – rozpoczął obrady pierwszy synod biskupów, zwołany przez Pawła VI jako ciało doradcze.
- 2 października – Thurgood Marshall zostaje pierwszym czarnym sędzią amerykańskiego Sądu Najwyższego (zaprzysiężenie).
- 3 października – pilot Pete Knight ustanowił na samolocie rakietowym X-15 obowiązujący do dziś rekord prędkości samolotu załogowego (7274 km/h).
- 4 października – sułtan Brunei Omar Ali Saifuddin III abdykował na rzecz swego syna Hassana Bolkiaha.
- 4/5 października – u wybrzeży Nowej Szkocji spadł duży, niezidentyfikowany obiekt (incydent w Shag Harbour).
- 8 października – boliwijscy żołnierze zranili i aresztowali rewolucjonistę Che Guevarę; następnego dnia został rozstrzelany.
- 10 października – wszedł w życie Traktat o przestrzeni kosmicznej.
- 11 października – premiera filmu Oskar.
- 12 października – w katastrofie brytyjskiego samolotu De Havilland Comet na greckiej wyspie Rodos zginęło 66 osób.
- 16 października – główna siedziba NATO została przeniesiona z Paryża do Brukseli, w związku z wystąpieniem Francji ze struktur wojskowych paktu.
- 17 października – premiera musicalu Hair na off-Broadwayu.
- 18 października – radziecka sonda Wenera 4 wylądowała na Wenus.
- 19 października – amerykańska sonda Mariner 5 przeleciała 3990 km nad powierzchnią Wenus.
- 20 października – w Kalifornii po raz pierwszy sfilmowano mityczne zwierzę – Wielką Stopę. Po latach autorzy filmu przyznali się do mistyfikacji.
- 21 października – wojna na wyczerpanie: egipskie kutry rakietowe typu Osa zatopiły izraelski niszczyciel INS Ejlat. Zginęło 47 marynarzy, a 41 zostało rannych.
- 23 października – oblatano hydroplan gaśniczy Canadair CL-215.
- 24 października – w Sittard, Holenderka Maria Gommers ustanowiła rekord świata w biegu na 1500 m wynikiem 4.15,6 s.
- 25 października – Abd al-Hamid al-Bakkusz został premierem Libii.
- 26 października – szach Iranu Mohammad Reza Pahlawi koronował swoją małżonkę Farah Pahlawi na pierwszą cesarzową (szachbanu) w dziejach perskiej monarchii.
- 5 listopada:
  - amerykański satelita geostacjonarny ATS-3 po raz pierwszy sfotografował tarczę Ziemi.
  - premiera serialu animowanego Rozbójnik Rumcajs.
- 7 listopada:
  - wystrzelono sondę księżycową Surveyor 6,
  - oblatano francuski samolot turystyczny SOCATA ST-10.
- 9 listopada:
  - start Apollo 4; pierwsze użycie rakiety nośnej Saturn V.
  - ukazał się pierwszy numer magazynu Rolling Stone.
- 15 listopada – katastrofa i śmierć pilota amerykańskiego samolotu rakietowego X-15.
- 16 listopada – w katastrofie samolotu Ił-18B pod Swierdłowskiem zginęło 130 osób.
- 20 listopada – urodził się 200-milionowy mieszkaniec USA.
- 22 listopada – Rada Bezpieczeństwa ONZ przyjęła rezolucję wzywającą Izrael do wycofania się z okupowanych ziem palestyńskich.
- 27 listopada – grupa The Beatles wydała album Magical Mystery Tour.
- 28 listopada – wojska brytyjskie opuściły Jemen Południowy.
- 30 listopada – proklamowanie Ludowej Republiki Południowego Jemenu, państwa powstałego z połączenia dwu brytyjskich protektoratów.
- 1 grudnia:
  - oddano do użytku Tunel San Bernardino w Szwajcarii.
  - odbyła się premiera filmu Wielkie wakacje.
- 2 grudnia – Omar Bongo został prezydentem Gabonu.
- 3 grudnia – Christiaan Barnard przeprowadził pierwszą na świecie operację przeszczepu serca u człowieka.
- 6 grudnia – Adrian Kantrowitz przeprowadził w Nowym Jorku pierwszą w USA operację przeszczepienia serca.
- 8 grudnia – w katastrofie samolotu Douglas C-54 Skymaster w peruwiańskich Andach zginęły 72 osoby.
- 9 grudnia – Nicolae Ceaușescu został przewodniczącym Rady Państwa Rumunii.
- 13 grudnia:
  - wystrzelono amerykańską sondę kosmiczną Pioneer 8.
  - król Grecji Konstantyn II uciekł wraz z rodziną do Włoch, po nieudanej próbie obalenia rządzącej w kraju junty wojskowej.
- 15 grudnia – w Point Pleasant (Wirginia Zachodnia) 46 osób zginęło po zawaleniu Silver Bridge nad rzeką Ohio.
- 17 grudnia:
  - NASA: zakończyła się misja próbnika księżycowego Surveyor 5.
  - premier Australii Harold Holt utopił się podczas kąpieli w morzu w stanie Wiktoria.
- 18 grudnia – amerykańska wyprawa dokonała pierwszego wejścia na najwyższe wzniesienie Antarktydy Masyw Vinsona.
- 19 grudnia – zaginiony 17 grudnia podczas kąpieli w morzu premier Australii Harold Holt został urzędowo uznany za zmarłego.
- 21 grudnia – premiera filmu Absolwent.
- 26 grudnia – hokejowa reprezentacja ZSRR odniosła najwyższe zwycięstwo w swej historii, pokonując w amerykańskim Colorado Springs Włochy 28:2.
- 28 grudnia – francuskie Zgromadzenie Narodowe zalegalizowało używanie pigułek antykoncepcyjnych.
- Rząd Australii przyznał Aborygenom pełne prawa obywatelskie.

## Urodzili się
- 1 stycznia:
  - Stefano Bonaccini, włoski polityk, prezydent regionu Emilia-Romania
  - LTJ Bukem, brytyjski muzyk
  - Jacek Bury, polski przedsiębiorca, polityk, senator RP
  - John Digweed, brytyjski didżej, producent muzyczny
  - Tim Dog, amerykański raper (zm. 2013)
  - Allamaye Halina, czadyjski polityk, premier Czadu
  - Ivan Langer, czeski polityk
  - Djalwana Laurent Lompo, nigerski duchowny katolicki, arcybiskup Niamey
  - Sławomir Pacek, polski aktor
  - Ihor Pawluk, ukraiński poeta, prozaik, naukowiec
  - Spencer Tunick, amerykański fotograf
- 2 stycznia:
  - Basile Boli, francuski piłkarz
  - Beata Buczek-Żarnecka, polska aktorka
  - Tia Carrere, amerykańska aktorka, modelka, piosenkarka
  - Jón Gnarr, islandzki aktor, komik, polityk
  - Joanna Kopcińska, polska polityk, poseł na Sejm RP, rzecznik prasowy rządu
  - James Marshall, amerykański aktor
  - Francois Pienaar, południowoafrykański rugbysta
  - Max Ryan, amerykański aktor
- 3 stycznia:
  - Marc Elsberg, austriacki pisarz
  - Magnus Gustafsson, szwedzki tenisista
  - Gintaras Kvitkauskas, litewski piłkarz
  - Maciej Łuczak, polski polityk, geodeta, senator RP
  - Miguel Poiares Maduro, portugalski prawnik, wykładowca akademicki, polityk
  - Jurij Sak, ukraiński piłkarz, trener
- 4 stycznia:
  - Bent Christensen Arensøe, duński piłkarz
  - Andrzej Grzesik, polski polityk, rolnik, poseł na Sejm RP
  - Johnny Nelson, brytyjski bokser
  - Igor Szuwałow, rosyjski polityk
- 5 stycznia:
  - Adrian Cioroianu, rumuński historyk, publicysta, polityk
  - David Donohue, amerykański kierowca wyścigowy
  - Joe Flanigan, amerykański aktor, scenarzysta telewizyjny
  - Przemysław Gdański, polski szachista, przedsiębiorca
  - Jacek Grudzień, polski dziennikarz
  - Sophie Karmasin, austriacka polityk
  - Fredrik Nordström, szwedzki gitarzysta, kompozytor, producent muzyczny, członek zespołu Dream Evil
  - Ramona Portwich, niemiecka kajakarka
  - Migiel Rodríguez, meksykański lekkoatleta, chodziarz
  - Markus Söder, niemiecki polityk, premier Bawarii
- 6 stycznia:
  - Dmytro Andrijewski, ukraiński przedsiębiorca, polityk
  - Fátima Báñez, hiszpańska prawnik, ekonomistka, polityk
  - DJ Dado, włoski didżej, kompozytor, producent muzyczny
  - Marcel Gerritsen, holenderski kolarz górski, szosowy i przełajowy
  - André Gueye, senegalski duchowny katolicki, biskup Thiès
  - Irina Muszaiłowa, rosyjska lekkoatletka, skoczkini w dal
  - Mariusz Trepka, polski polityk, poseł na Sejm RP, wicewojewoda śląski
- 7 stycznia:
  - Ewa Borkowska-Wasilewska, polska łyżwiarka szybka
  - Johannes Brandrup, niemiecki aktor
  - Nick Clegg, brytyjski polityk
  - Ole Kristian Furuseth, norweski narciarz alpejski
  - Renata Szczęch, polska prawnik, urzędniczka państwowa
  - Marina Trandienkowa, rosyjska lekkoatletka, sprinterka
- 8 stycznia:
  - Hollis Conway, amerykański lekkoatleta, skoczek wzwyż
  - Małgorzata Foremniak, polska aktorka
  - R. Kelly, amerykański piosenkarz, producent muzyczny
  - Bogdan Romaniuk, polski polityk, samorządowiec, przewodniczący Sejmiku i wicemarszałek województwa podkarpackiego
- 9 stycznia:
  - Matt Bevin, amerykański polityk, gubernator stanu Kentucky
  - Claudio Caniggia, argentyński piłkarz
  - Steven Harwell, amerykański wokalista, członek zespołu Smash Mouth (zm. 2023)
  - Dariusz Machej, polski śpiewak operowy (bas)
  - Dave Matthews, amerykański wokalista, członek zespołu Dave Matthews Band
  - Kazimierz Moskal, polski piłkarz, trener
  - Rick Rozz, amerykański gitarzysta, członek zespołów: Massacre i Death
- 10 stycznia:
  - Wojciech Bonowicz, polski dziennikarz, publicysta, poeta
  - Jan Åge Fjørtoft, norweski piłkarz
  - Maciej Śliwowski, polski piłkarz
  - Tomasz Tamborski, polski samorządowiec, starosta kołobrzeski
- 11 stycznia:
  - Félix Fernández, meksykański piłkarz, bramkarz
  - Lidia Gądek, polska działaczka samorządowa, polityk, poseł na Sejm RP
  - Waldemar Modzelewski, polski rolnik, przedsiębiorca, poseł na Sejm RP
  - Sérgio Soares, brazylijski piłkarz, trener
  - Piotr Walter, polski menedżer i przedsiębiorca mediowy
- 12 stycznia:
  - Ulf Dahlén, szwedzki hokeista
  - Grigorij Jegorow, kazachski lekkoatleta, tyczkarz
  - Vendela Kirsebom, szwedzko-norweska modelka
  - Meho Kodro, bośniacki piłkarz
  - Robert Kostro, polski historyk, dziennikarz, publicysta i polityk
  - Robert Moskal, polski piłkarz
  - Blanchard Ryan, amerykańska aktorka
- 13 stycznia:
  - Alec Kessler, amerykański koszykarz (zm. 2007)
  - Suzanne Cryer, amerykańska aktorka
  - Masha Gessen, rosyjsko-amerykańska dziennikarka, pisarka
  - Alicja Omięcka, polska specjalistka zarządzania jakością, radca prawny i urzędniczka państwowa
  - Danuta Zrajkowska, polska lekkoatletka, dyskobolka
- 14 stycznia:
  - Włodzimierz Chlebosz, polski sztangista, samorządowiec, członek zarządu województwa dolnośląskiego
  - Elma Muros, filipińska, wszechstronna lekkoatletka
  - Emily Watson, brytyjska aktorka
  - Zakk Wylde, amerykański gitarzysta, wokalista, członek zespołu Black Label Society
- 15 stycznia – Marzena Grabowska, polska koszykarka
- 16 stycznia:
  - Fat Mike, amerykański basista, wokalista, członek zespołów: NOFX i Me First and the Gimme Gimmes(inne języki)
  - Mitch Fifield, australijski polityk
  - Valentine Kalumba, zambijski duchowny katolicki, biskup Livingstone
  - Radosław Romanik, polski kolarz szosowy
- 17 stycznia:
  - Tomáš Borec, słowacki prawnik, adwokat, polityk
  - Ihor Charkowszczenko, ukraiński piłkarz, trener
  - Richard Hawley, brytyjski piosenkarz, kompozytor, autor tekstów, producent muzyczny
  - Valentin Robu, rumuński wioślarz
  - Song Kang-ho, południowokoreański aktor
  - Ralf Sonn, niemiecki lekkoatleta, skoczek wzwyż
  - Ričardas Zdančius, litewski piłkarz
- 18 stycznia:
  - Tim Balme, nowozelandzki aktor
  - Juan Carlos Chávez, meksykański piłkarz, trener
  - Pieter Huistra, holenderski piłkarz, trener
  - Małgorzata Kopiczko, polska nauczycielka, działaczka samorządowa, polityk, senator RP
  - Zbigniew Klimowski, polski skoczek narciarski
  - Temenużka Petkowa, bułgarska polityk
  - Małgorzata Rydz, polska lekkoatletka, biegaczka średniodystansowa
  - Piotr Soczyński, polski piłkarz, trener
  - Ikuo Yamahana, japoński piłkarz
  - Iván Zamorano, chilijski piłkarz
- 19 stycznia:
  - Javier Cámara, hiszpański aktor
  - Arkadiusz Ławrywianiec, polski artysta fotograf, fotoreporter
  - Mario Enrique Quirós, kostarykański duchowny katolicki, biskup Cartago
  - Michael Schjønberg, duński piłkarz, trener
- 20 stycznia:
  - Ivar Bern, norweski szachista
  - Wigald Boning, niemiecki aktor, kompozytor, muzyk
  - Stacey Dash, amerykańska aktorka
  - Agnes Kant, holenderska polityk
  - Jerwand Sukiasjan, ormiański piłkarz
  - Serhij Szmatowałenko, ukraiński piłkarz, trener
  - Didier Tarquin, francuski rysownik komiksów
- 21 stycznia:
  - Zoran Dragišić, serbski polityk
  - Behruz Jari, irański zapaśnik
  - Alfred Jermaniš, słoweński piłkarz
  - Neil McDonald, angielski szachista
  - Artaszes Minasjan, ormiański szachista
  - Gorō Miyazaki, japoński reżyser filmów anime, architekt krajobrazu
  - Stanisław Sawczenko, ukraiński szachista
  - Jean-Pierre Vuillemin, francuski duchowny katolicki, biskup pomocniczy Metz
- 22 stycznia:
  - Gheorghe Falcă, rumuński polityk, burmistrz Aradu
  - Şanver Göymen, turecki piłkarz, bramkarz
  - Robert Kasperczyk, polski piłkarz, trener
  - Robert Lechner, niemiecki kolarz torowy
  - Eleanor McEvoy, irlandzka piosenkarka, instrumentalistka, kompozytorka, autorka tekstów
  - Lionel Plumenail, niemiecki florecista
- 23 stycznia:
  - Magdalena Andersson, szwedzka ekonomistka, polityk, premier Szwecji
  - Alberto Fontana, włoski piłkarz, bramkarz
  - Robert Golob, słoweński polityk, premier Słowenii
  - Fintan Monahan, irlandzki duchowny katolicki, biskup Killaloe
  - Matt Skelton, brytyjski zawodnik sportów walki
- 24 stycznia:
  - Andriej Bielanin, rosyjski poeta, prozaik, malarz
  - Phil LaMarr, amerykański aktor, komik
  - John Myung, amerykański basista, członek zespołu Dream Theater
  - Dorota Nowosielska, polska siatkarka
  - Wiktar Raniejski, mołdawski kajakarz, kanadyjkarz, trener
  - Agnieszka Schulz-Brzyska, polska instrumentalistka, wykładowca akademicki
  - Milenko Špoljarić, cypryjski piłkarz pochodzenia chorwackiego
- 25 stycznia:
  - David Ginola, francuski piłkarz
  - Václav Němeček, czeski piłkarz
  - Nicole Uphoff, niemiecka jeźdźczyni sportowa
  - Voltaire, amerykański muzyk, pisarz, autor komiksów, designer pochodzenia kubańskiego
- 26 stycznia:
  - Bryan Callen, amerykański aktor, komik
  - Luca Ciriani, włoski polityk i samorządowiec
  - Toshiyuki Morikawa, japoński aktor głosowy
  - Col Needham, brytyjski przedsiębiorca
  - Jacek Rządkowski, polski organista, kompozytor, teolog, taternik, społecznik (zm. 2021)
- 27 stycznia:
  - Dave Manson, kanadyjski hokeista
  - Michael Pham, amerykański duchowny katolicki pochodzenia wietnamskiego
  - Krzysztof Ruchniewicz, polski historyk
- 28 stycznia:
  - Reza Mirkarimi, irański reżyser, scenarzysta i producent filmowy
  - Jean Rottner, francuski polityk, prezydent regionu Grand Est
  - Paweł Saramowicz, polski architekt
- 29 stycznia:
  - Philippe Besson, francuski pisarz, krytyk literacki
  - Sean Burke, kanadyjski hokeista
  - Stacey King, amerykański koszykarz, trener
  - Grzegorz Motyka, polski historyk
  - Chalid Skah, marokański lekkoatleta, długodystansowiec
  - Cyril Suk, czeski tenisista
- 30 stycznia:
  - Siergiej Czepikow, rosyjski biathlonista
  - Jay Gordon, amerykański wokalista, członek zespołu Orgy
  - Bruce Seldon, amerykański bokser
  - Tino Vegar, chorwacki piłkarz wodny
- 31 stycznia:
  - Chad Channing, amerykański perkusista, członek zespołu Nirvana
  - Jason Cooper, brytyjski perkusista, członek zespołu The Cure
  - Pablo Marini, argentyński piłkarz, trener
  - Fat Mike, amerykański muzyk, członek zespołu NOFX
- 1 lutego:
  - Meg Cabot, amerykańska pisarka
  - Szymon Kuśmider, polski aktor
  - Veronika Oberhuber, włoska saneczkarka
- 2 lutego:
  - Richard Scott Bakker, kanadyjski pisarz science fiction
  - Artūrs Irbe, łotewski hokeista, bramkarz, trener
  - Edu Manga, brazylijski piłkarz
  - Laurent Nkunda, kongijski generał
  - Markus Pittner, austriacki zapaśnik
- 3 lutego:
  - Tim Flowers, angielski piłkarz, bramkarz
  - Mika-Matti Paatelainen, fiński piłkarz, trener
  - Aurelio Vidmar, australijski piłkarz
- 4 lutego:
  - Trond-Arne Bredesen, norweski kombinator norweski
  - Alicia Kinoshita, japońska żeglarka
  - Michał Mazowiecki, polski polityk, poseł na Sejm RP
  - Marek Sowa, polski samorządowiec, polityk, marszałek województwa małopolskiego, poseł na Sejm RP
- 5 lutego:
  - Olafur Eliasson, duńsko-islandzki artysta
  - Chris Parnell, amerykański aktor, komik
  - Frederick Pitcher, naurański koszykarz, działacz sportowy, polityk, prezydent Nauru
  - Gad Rechlis, izraelski szachista
- 7 lutego:
  - Stjepan Andrijašević, chorwacki piłkarz
  - Nicolae Ciucă, rumuński wojskowy, generał, premier Rumunii
  - David Nykl, kanadyjski aktor pochodzenia czeskiego
  - Pavol Zajac, słowacki inżynier, polityk
- 8 lutego:
  - Michael Ansley, amerykański koszykarz
  - Yvon Corriveau, kanadyjski hokeista
  - Rytis Martikonis, litewski dyplomata, polityk
  - Lorenzo Minotti, włoski piłkarz
  - Florin Niculescu, rumuński skrzypek pochodzenia romskiego
  - Silvio Vella, maltański piłkarz, trener
- 9 lutego:
  - Gaston Browne, polityk z Antyigui i Barbudy, premier
  - Edson Cordeiro, brazylijski piosenkarz
  - Chris Kappler, amerykański jeździec sportowy
  - Brian Karger, duński żużlowiec
  - Venus Lacy, amerykańska koszykarka
- 10 lutego:
  - Laura Dern, amerykańska aktorka
  - Jacky Durand, francuski kolarz szosowy
  - Vince Gilligan, amerykański reżyser, scenarzysta i producent filmowy
  - Lilia Izquierdo, kubańska siatkarka
  - Teoklit (Lambrinakos), grecki biskup prawosławny
  - Robert Leszczyński, polski dziennikarz, krytyk muzyczny, gitarzysta, didżej (zm. 2015)
  - Ian Rowling, australijski kajakarz
  - Zbigniew Wawak, polski prawnik, polityk, poseł na Sejm RP
  - Marek Zagańczyk, polski prozaik, eseista, publicysta
- 11 lutego:
  - Uwe Daßler, niemiecki pływak
  - Ciro Ferrara, włoski piłkarz
  - Amedeo Pomilio, włoski piłkarz wodny
- 12 lutego:
  - Magdalena Ujma, polska krytyk i kurator sztuki, eseistka, feministka
  - Anita Wachter, austriacka narciarka alpejska
  - Alberto Otárola, peruwiański polityk
- 13 lutego:
  - Carolyn Lawrence, amerykańska aktorka
  - Arik Marshall, amerykański gitarzysta
  - Sałman Radujew, czeczeński dowódca wojskowy, polityk (zm. 2002)
  - Ross Robinson, amerykański producent muzyczny
  - Stanimir Stoiłow, bułgarski piłkarz, trener
- 14 lutego:
  - Sławomir Federowicz, polski aktor
  - Calle Johansson, szwedzki hokeista, trener
  - Manuela Maleewa, bułgarska tenisistka
  - Jonathan Ridgeon, brytyjski lekkoatleta, płotkarz
  - Mark Rutte, holenderski polityk, premier Holandii
  - Ernie Tapai, australijski piłkarz
- 15 lutego:
  - Michael Easton, amerykański aktor, reżyser telewizyjny, poeta, fotograf
  - Ken Frost, duński kolarz torowy
  - Syed Kamall, brytyjski inżynier, polityk pochodzenia hinduskiego
  - Grzegorz Olszowski, polski duchowny katolicki, biskup pomocniczy katowicki
  - Maximilian Sciandri, włoski kolarz szosowy
  - Craig Simpson, kanadyjski hokeista
- 16 lutego:
  - Gintaras Bačanskas, litewski koszykarz
  - Hanne Hogness, norweska piłkarka ręczna
  - Eluned Morgan, brytyjska poetka
  - Gaby Nestler, niemiecka biegaczka narciarska
  - Andrzej Ryniak, polski hokeista
  - Roman Zub, ukraiński piłkarz, trener
- 17 lutego:
  - Joe Greene, amerykański lekkoatleta, skoczek w dal
  - Monika Kobędza, polska lekkoatletka, skoczkini w dal
  - Dariusz Łowicki, polski żużlowiec
  - Roberto Sighel, włoski łyżwiarz szybki
- 18 lutego:
  - Roberto Baggio, włoski piłkarz
  - Krzysztof Galos, polski geolog
  - Colin Jackson, brytyjski lekkoatleta, płotkarz pochodzenia jamajskiego
  - Niclas Kindvall, szwedzki piłkarz
  - Eduardo Redondo, argentyński duchowny katolicki, biskup pomocniczy diecezji Quilmes
  - Harry Van Barneveld, belgijski judoka
- 19 lutego:
  - Mateus Carrieri, brazylijski aktor
  - Sven Erik Kristiansen, norweski muzyk, wokalista, kompozytor, członek zespołów: Mayhem, Skitliv(inne języki), Wurdulak(inne języki), Sehnsucht i Bomberos(inne języki)
  - Benicio del Toro, portorykański aktor, scenarzysta i producent filmowy
- 20 lutego:
  - Paul Accola, szwajcarski narciarz alpejski
  - Kurt Cobain, amerykański wokalista, gitarzysta, lider zespołu Nirvana (zm. 1994)
  - Spiros Marangos, grecki piłkarz
  - Nenad Maslovar, czarnogórski piłkarz
  - Paweł Mąciwoda-Jastrzębski, polski gitarzysta basowy, członek zespołu Scorpions
  - Andrew Shue, amerykański aktor
  - Lili Taylor, amerykańska aktorka
- 21 lutego:
  - Leroy Burrell, amerykański lekkoatleta, sprinter
  - Sari Essayah, fińska lekkoatletka, chodziarka, polityk
  - Silke-Beate Knoll, niemiecka lekkoatletka, sprinterka
  - Andrzej Orzeszek, polski piłkarz, trener
  - Thomas Stelzer, austriacki polityk, gubernator Górnej Austrii
  - Bogna Świątkowska, polska dziennikarka, promotorka kultury
- 22 lutego:
  - Jewhen Brul, ukraiński hokeista, trener
  - Dragan Đilas, serbski przedsiębiorca, polityk
  - Nick Gillingham, brytyjski pływak
  - Herwig Gössl, niemiecki duchowny katolicki, biskup pomocniczy Bambergu
  - Ender Memet, rumuński zapaśnik
  - Alf Poier, austriacki piosenkarz, satyryk
  - Thomas Westphal, niemiecki polityk, burmistrz Dortmundu
- 23 lutego:
  - Tetsuya Asano, japoński piłkarz
  - Fabrizio Bertot, włoski samorządowiec, polityk
  - Alan Gilbert, amerykański dyrygent
  - Anita Olęcka, polska koszykarka
  - Chris Vrenna, amerykański klawiszowiec, perkusista, producent muzyczny, członek zespołu Marilyn Manson
- 24 lutego:
  - Maciej Freimut, polski kajakarz
  - Joanna Kapusta, polska lekkoatletka, oszczepniczka
  - Brian Schmidt, amerykański astronom, laureat Nagrody Nobla
- 25 lutego:
  - Julio Granda Zuñiga, peruwiański szachista
  - Vickie Orr, amerykańska koszykarka
  - Jenny Byrne, australijska tenisistka
  - Nick Leeson, brytyjski makler giełdowy
- 26 lutego:
  - Artūras Kasputis, litewski kolarz szosowy i torowy
  - Paweł Kowalski, polski aktor
  - Kazuyoshi Miura, japoński piłkarz
  - Rainer Rauffmann, cypryjski piłkarz pochodzenia niemieckiego
  - Janusz Sadza, polski dziennikarz muzyczny, scenarzysta, felietonista
  - Tomasz Schimscheiner, polski aktor
  - Petr Velička, czeski szachista
- 27 lutego:
  - Loy Vaught, amerykański koszykarz
  - Wojciech Bobilewicz, polski pisarz, tłumacz, podróżnik
  - Jonathan Ive, brytyjski projektant przemysłowy
  - Robert Kron, czeski hokeista
  - Dmitrij Popow, rosyjski piłkarz
- 28 lutego:
  - Colin Cooper, angielski piłkarz, trener
  - Gyłyb Donew, bułgarski polityk, premier Bułgarii
  - Geert Lambert, belgijski i flamandzki prawnik, polityk
  - Dragoș Neagu, rumuński wioślarz
  - Alicja Węgorzewska-Whiskerd, polska śpiewaczka operowa (mezzosopran)
- 1 marca:
  - Jelena Afanasjewa, rosyjska lekkoatletka, biegaczka średniodystansowa
  - Stuart Conquest, brytyjski szachista
  - George Eads, amerykański aktor
  - Franzobel, austriacki pisarz
  - Aron Winter, holenderski piłkarz pochodzenia surinamskiego
- 2 marca:
  - Ami Bera, amerykański polityk, kongresmen pochodzenia indyjskiego
  - Milan Ekert, czeski polityk, eurodeputowany, dyplomata
  - Krzysztof Jabłoński, polski pianista, pedagog
  - Lars Christian Lilleholt, duński dziennikarz, polityk
  - Bjørt Samuelsen, farerska dziennikarka, naukowiec, polityk
  - Joanna Stasiak, polska malarka, pedagog
- 3 marca:
  - Isabel Abedi, niemiecka autorka książek dla dzieci
  - Claudio Arbiza, urugwajski piłkarz, bramkarz
  - Magdalena Durecka, polska piosenkarka, autorka tekstów
  - Małgorzata Knop, polska koszykarka
  - Naser Orić, bośniacki wojskowy
  - Iveta Roubíčková, czeska biathlonistka
- 4 marca:
  - Michael Andersson, szwedzki kolarz szosowy
  - Wojciech Dmochowski, polski aktor, wokalista
  - Jonas Edman, szwedzki strzelec sportowy
  - Kazimierz Sidorczuk, polski piłkarz, bramkarz
- 5 marca:
  - Fernando Barbosa dos Santos, brazylijski duchowny katolicki, biskup-prałat Tefé
  - Małgorzata Byzdra, polska piłkarka ręczna
  - Renata Langosz, polska koszykarka
  - Grażyna Sygitowicz, polska farmaceutka
  - Olga Turczak, kazachska lekkoatletka, skoczkini wzwyż
- 6 marca:
  - Connie Britton, amerykańska aktorka
  - Jakob Friis-Hansen, duński piłkarz, trener
  - Glenn Greenwald, amerykański prawnik, dziennikarz, pisarz
  - Dietmar Haaf, niemiecki lekkoatleta, skoczek w dal
  - Robbie Hooker, australijski piłkarz
  - Peer Joechel, niemiecki bobsleista
  - Piotr Marciniak, polski dziennikarz i prezenter telewizyjny
  - Witold Roman, polski siatkarz, trener, działacz sportowy
  - Mihai Tudose, rumuński polityk
- 7 marca:
  - Ruthie Henshall, brytyjska piosenkarka, aktorka musicalowa, tancerka
  - Ai Yazawa, japońska mangaka
- 8 marca:
  - John Harkes, amerykański piłkarz
  - Gerard Kemkers, holenderski łyżwiarz szybki
  - Dariusz Maciborek, polski dziennikarz muzyczny
  - Udo Quellmalz, niemiecki judoka
- 9 marca:
  - Eric Flaim, amerykański łyżwiarz szybki
  - Robert Kowalik, polski pilot komunikacyjny i akrobacyjny
  - Marcin Latałło, polski aktor, reżyser, scenarzysta, tłumacz
- 10 marca:
  - Concha Andreu, hiszpańska polityk, prezydent La Rioja
  - Michał Cichy, polski dziennikarz, historyk
  - Gennadiusz (Gogolew), rosyjski biskup prawosławny
  - David Grann, amerykański dziennikarz, pisarz
  - Joanna Voss, polska aktorka
- 11 marca:
  - John Barrowman, szkocko-amerykański aktor, tancerz, piosenkarz, prezenter telewizyjny
  - Grzegorz Braun, polski reżyser, scenarzysta, publicysta, twórca filmów dokumentalnych, nauczyciel akademicki, polityk, poseł na Sejm RP
  - Renzo Gracie, brazylijski zawodnik sztuk walki
  - Francis Fonseca, belizeński polityk
  - Cynthia Klitbo, meksykańska aktorka
  - Uli Kusch, niemiecki perkusista, członek zespołów: Helloween, Masterplan, Holy Moses, Gamma Ray, Beautiful Sin, Mekong Delta(inne języki) i Ride The Sky(inne języki)
- 12 marca:
  - Jorge Dely Valdés, panamski piłkarz, trener
  - Julio César Dely Valdés, panamski piłkarz, trener
  - Jenny Erpenbeck, niemiecka pisarka, reżyserka teatralna
  - Luis Lazarus, rumuński dziennikarz, menedżer branży medialnej i polityk
  - Piotr Wawrzyńczak, polski aktor (zm. 2001)
- 13 marca:
  - Joseph Cao, amerykański prawnik, polityk pochodzenia wietnamskiego
  - Pascal Elbé, francuski aktor, scenarzysta filmowy
  - Tomasz Goehs, polski perkusista, członek zespołów: Turbo i Kult
  - Anna Mieczkowska, polska samorządowiec, prezydent Kołobrzegu
  - Roger Schmidt, niemiecki piłkarz, trener
  - Pieter Vink, holenderski sędzia piłkarski
- 14 marca:
  - Alessandra Basso, włoska prawnik i polityk
  - John Emms, brytyjski szachista
  - Edward Fincke, amerykański inżynier, pułkownik lotnictwa, astronauta
  - Walentin Gecow, bułgarski zapaśnik
  - Dieudonné Nzapalainga, środkowoafrykański duchowny katolicki, arcybiskup Bangi, kardynał
  - Melissa Reeves, amerykańska aktorka
- 15 marca:
  - Roman Kotliński, polski wydawca, pisarz, publicysta, dziennikarz antyklerykalny, polityk, poseł na Sejm RP, były duchowny katolicki
  - Krzysztof Śliwka, polski poeta
- 16 marca:
  - Lauren Graham, amerykańska aktorka
  - Chris Nicholson, nowozelandzki łyżwiarz szybki, olimpijczyk
  - Zbigniew Nieradka, polski pilot szybowcowy
  - Terry Phelan, irlandzki piłkarz, trener
  - Heidi Zurbriggen, szwajcarska narciarka alpejska
- 17 marca:
  - Andrew Bird, nowozelandzki wioślarz, sternik
  - Billy Corgan, amerykański wokalista, gitarzysta, członek zespołu The Smashing Pumpkins
- 18 marca:
  - Jan Hartman, polski filozof, bioetyk, profesor nauk humanistycznych, wydawca, publicysta, nauczyciel akademicki, polityk pochodzenia żydowskiego
  - Anna Hedh, szwedzka polityk, eurodeputowana
  - Taiten Kusunoki, japoński aktor
  - Swetłana Lesewa, bułgarska lekkoatletka, skoczkini wzwyż
  - Ángel José Macín, argentyński duchowny katolicki, biskup Reconquisty
  - Eugeniusz Malinowski, rosyjski aktor, piosenkarz, gitarzysta, dyrygent
- 19 marca:
  - Kamila Gradus, polska lekkoatletka, maratonka
  - Władimir Konstantinow, rosyjski hokeista
  - Mirosław Pampuch, polski prawnik, polityk, poseł na Sejm RP
  - Birte Siech, niemiecka wioślarka
- 20 marca:
  - Xavier Beauvois, francuski aktor, reżyser i scenarzysta filmowy
  - Bajram Begaj, albański wojskowy i polityk, prezydent Albanii
  - Mookie Blaylock, amerykański koszykarz
  - Nikołaj Buchałow, bułgarski kajakarz, kanadyjkarz
  - Bohdan Dziurach, ukraiński duchowny greckokatolicki, egzarcha apostolski Niemiec i Skandynawii
  - Igor Polanski, rosyjski pływak
  - Jonas Thern, szwedzki piłkarz, trener
  - Miriam Vogt, niemiecka narciarka alpejska
  - Marc Warren, brytyjski aktor
  - Paweł Wdówik, polski działacz społeczny, sekretarz stanu w Ministerstwie Rodziny, Pracy i Polityki Społecznej
- 21 marca:
  - Jonas Berggren, szwedzki muzyk, wokalista, członek zespołu Ace of Base
  - Carwyn Jones, walijski prawnik, polityk, pierwszy minister Walii
  - Maxim Reality, brytyjski wokalista, członek zespołu The Prodigy
- 22 marca:
  - Oleg Aczapkin, rosyjski hokeista
  - Mario Cipollini, włoski kolarz szosowy
  - Jerzy Kalina, polski dziennikarz, reżyser filmów dokumentalnych
- 23 marca:
  - Michał Białecki, polski aktor, reżyser i producent filmowy
  - Sergi Gordo Rodríguez, hiszpański duchowny katolicki, biskup pomocniczy Barcelony
  - Jan van Helsing, niemiecki pisarz, podróżnik, wydawca
  - Rafał Kubacki, polski judoka
  - Jarosław Kulczycki, polski dziennikarz i prezenter telewizyjny
  - Kristian Laferla, maltański piłkarz
- 24 marca:
  - Franck Badiou, francuski strzelec sportowy
  - Diann Roffe-Steinrotter, amerykańska narciarka alpejska
- 25 marca:
  - Matthew Barney, amerykański artysta, filmowiec
  - Brigitte McMahon, szwajcarska triathlonistka
  - Paulão, brazylijski piłkarz
- 26 marca:
  - Jason Chaffetz, amerykański polityk pochodzenia żydowskiego
  - Alberto Coyote, meksykański piłkarz, trener
  - Grzegorz Fedorowicz, polski polityk, senator RP
  - Iwan Iskrow, bułgarski ekonomista, polityk
  - Weselin Mareszki, bułgarski przedsiębiorca, samorządowiec, polityk
  - Peter Schöttel, austriacki piłkarz, trener
  - Almir de Souza Fraga, brazylijski piłkarz
  - Jarosław Witaszczyk, polski aktor
- 27 marca:
  - Ana-Misel Asimakopulu, grecka polityk
  - Tom Hammonds, amerykański koszykarz
  - Teologos (Apostolidis), grecki biskup prawosławny
  - Lars Lagerborg, szwedzki zapaśnik
  - Talisa Soto, amerykańska aktorka, modelka pochodzenia portorykańskiego
  - Dean Starkey, amerykański lekkoatleta, tyczkarz
- 28 marca:
  - Miroslav Chvíla, słowacki piłkarz
  - Tracey Needham, amerykańska aktorka
  - Ingrid Salvenmoser, austriacka narciarka alpejska
- 29 marca:
  - Ainārs Bagatskis, łotewski koszykarz, trener
  - Nathalie Cardone, francuska aktorka, piosenkarka pochodzenia sycylijsko-hiszpańskiego
  - Michel Hazanavicius, francuski reżyser i scenarzysta filmowy
  - Héctor Medrano, meksykański piłkarz, trener
  - Artur Smółko, polski dziennikarz, polityk, poseł na Sejm II kadencji
- 30 marca:
  - Albert-László Barabási, węgierski fizyk, wykładowca akademicki
  - Nagesh Kukunoor, indyjski aktor, reżyser, scenarzysta i producent filmowy
  - Robert Ligiewicz, polski perkusista, członek zespołu Hey
  - Gerald McCullouch, amerykański wokalista, aktor, reżyser i scenarzysta filmowy pochodzenia irlandzkiego
  - Ewa Sonnenberg, polska poetka
  - Steven Vandeput, belgijski i flamandzki polityk
- 31 marca:
  - Michaela Bercu, izraelska modelka pochodzenia rumuńskiego
  - Ľubomír Luhový, słowacki piłkarz, trener
  - Agustín Moreno, meksykański tenisista
  - Ryszard Parafianowicz, polski generał brygady
  - Krzysztof Sobejko, polski nauczyciel, samorządowiec, wójt gminy Leżajsk
- 1 kwietnia:
  - Hamid Estili, irański piłkarz, trener
  - Enrico Onofri, włoski skrzypek, dyrygent
  - Nicola Roxon, australijska polityk
  - Agron Tufa, albański poeta, prozaik
- 2 kwietnia:
  - Greg Camp, amerykański gitarzysta, wokalista, autor tekstów, członek zespołu Smash Mouth
  - Jerzy Kołodziejczak, polski koszykarz
  - Rainer Widmayer, niemiecki piłkarz, trener
- 3 kwietnia:
  - Ewa Bakalarska, polska aktorka
  - Pervis Ellison, amerykański koszykarz
  - Kathrin Haacker, niemiecka wioślarka
  - Piotr Szarłacki, polski dziennikarz muzyczny
- 4 kwietnia:
  - Juli Furtado, amerykańska kolarka górska i szosowa
  - Edith Masai, kenijska lekkoatletka, biegaczka długodystansowa
  - Piotr Pytel, polski generał brygady, funkcjonariusz służb specjalnych
  - Peter Simon, niemiecki polityk
- 5 kwietnia:
  - Erland Johnsen, norweski piłkarz, trener
  - Robert Lohr, niemiecki aktor
  - Franck Silvestre, francuski piłkarz
  - Iwona Siwek-Front, polska malarka, rysowniczka, autorka filmów animowanych, komiksów i murali
  - Laima Zilporytė, litewska kolarka szosowa
- 6 kwietnia:
  - Chantal Bournissen, szwajcarska narciarka alpejska
  - Jonathan Firth, brytyjski aktor
  - Wioletta Luberecka, polska piłkarka ręczna
  - Marek Nowak, polski strzelec sportowy
- 7 kwietnia:
  - Alex Christensen, niemiecki muzyk, didżej, kompozytor, członek zespołu U96
  - Aaron Davis, amerykański bokser
  - Mark Elrick, nowozelandzki piłkarz
  - Bodo Illgner, niemiecki piłkarz, bramkarz
  - Juan Miguel López, kubański lekkoatleta, trójskoczek
  - Ewa Portianko, polska koszykarka
  - Pia Viitanen, fińska polityk
- 8 kwietnia:
  - Paweł Słomiński, polski trener pływania
  - Paweł Marcin Szymański, polski muzyk, wokalista i kompozytor bluesowy
  - Flavio Zandoná, argentyński piłkarz
- 9 kwietnia:
  - Juarez Albino Destro, brazylijski duchowny katolicki
  - Sam Harris, amerykański pisarz, filozof
  - Gabriel Mendy, gambijski duchowny katolicki, biskup Bandżul
  - Dorota Radomska, polska śpiewaczka operowa (sopran), pedagog
  - Renata Zienkiewicz, polsko-niemiecka piłkarka ręczna
- 10 kwietnia:
  - Leszek Herman, polski pisarz, architekt
  - David Rovics, amerykański kompozytor i wykonawca muzyki niezależnej, anarchista
  - Marty Walsh, amerykański polityk, burmistrz Bostonu
- 11 kwietnia:
  - Pablo Albano, argentyński tenisista
  - Arnaldo Carvalheiro Neto, brazylijski duchowny katolicki, biskup Itapevy
  - Wendel Suckow, amerykański saneczkarz
- 12 kwietnia:
  - Dorota Gliszczyńska, polska piłkarka ręczna, bramkarka
  - Shinkichi Kikuchi, japoński piłkarz, bramkarz
  - Jerzy Łazewski, polski aktor
  - Jakob Axel Nielsen, duński prawnik, polityk
  - Martin Schmidt, szwajcarski trener piłkarski
  - Zbigniew Szczerbiński, polski perkusista, członek zespołu Dżem
  - Nicolae Țaga, rumuński wioślarz
- 13 kwietnia:
  - Dana Barros, amerykański koszykarz
  - Capleton, jamajski muzyk reggae i dancehall
  - Marek Solarczyk, polski duchowny katolicki, biskup radomski
  - Kazimierz Węgrzyn, polski piłkarz, komentator telewizyjny
  - Tichon (Zajcew), rosyjski biskup prawosławny
- 14 kwietnia:
  - Nicola Berti, włoski piłkarz
  - Anna Saraniecka, polska autorka tekstów piosenek, animatorka kultury
  - Jaimz Woolvett, kanadyjski aktor
- 15 kwietnia:
  - Patrice Abbou, francuski aktor
  - Thomas Esam William Bolos Faragalla, egipski duchowny katolicki
  - Orhan Çıkırıkçı, turecki piłkarz
  - France Gareau, kanadyjska lekkoatletka, sprinterka
  - Razija Mujanović, bośniacka koszykarka
  - Dara Torres, amerykańska pływaczka
- 16 kwietnia:
  - Ericka Bareigts, francuska prawnik, polityk
  - Patrick Galbraith, amerykański tenisista
- 17 kwietnia:
  - Joanna Bobowska, polska dziennikarka, polityk, poseł na Sejm RP
  - Henry Ian Cusick, brytyjsko-peruwiański aktor
  - Timothy Gibbs, amerykański aktor, reżyser, scenarzysta i producent filmowy
  - Barnaby Joyce, australijski polityk
  - Liz Phair, amerykańska piosenkarka, muzyk, kompozytorka
- 18 kwietnia:
  - Maria Bello, amerykańska aktorka pochodzenia włosko-polskiego
  - Wojciech Downar-Zapolski, polski trener koszykarski
  - Andrzej Mańka, polski nauczyciel, polityk, poseł na Sejm RP
  - Sven Riemann, niemiecki aktor
- 19 kwietnia:
  - Barbara Frittoli, włoska śpiewaczka operowa (sopran)
  - Robert Jończyk, polski piłkarz, trener
  - Hamzah Saleh, saudyjski piłkarz
- 20 kwietnia:
  - Raymond van Barneveld, holenderski darter
  - Wojciech Jasiński, polski przedsiębiorca, samorządowiec, prezydent Żyrardowa
  - Alan McLoughlin, irlandzki piłkarz (zm. 2021)
  - Lydia Nsekera, burundyjska działaczka piłkarska
  - Mike Portnoy, amerykański perkusista, członek zespołu Dream Theater
  - Townsend Saunders, amerykański zapaśnik
- 21 kwietnia:
  - Carlena Gower, amerykańska aktorka
  - Marcos Antônio Tavoni, brazylijski duchowny katolicki, biskup Bom Jesus do Gurguéia
- 22 kwietnia:
  - Alex Austin, amerykański koszykarz, trener
  - Sławomir Brzoska, polski rzeźbiarz, podróżnik
  - Sandra Douglas, brytyjska lekkoatletka, sprinterka
  - Sheryl Lee, amerykańska aktorka
  - Cécile Nowak, francuska judoczka pochodzenia polskiego
  - Alicia Sánchez-Camacho, katalońska prawnik, polityk
  - Jacek Wojtysiak, polski filozof, nauczyciel akademicki
- 23 kwietnia:
  - Waldemar Jaskulski, polski piłkarz
  - Melina Kanakaredes, amerykańska aktorka pochodzenia greckiego
  - Geraldine Roman, filipińska polityczka
  - Paul Tang, holenderski ekonomista, polityk
- 24 kwietnia:
  - Linas Domarackas, litewski artysta malarz
  - Shannon Larkin, amerykański perkusista, członek zespołu Godsmack
  - Dino Rađa, chorwacki koszykarz
  - Omar Vizquel, wenezuelski baseballista
- 25 kwietnia:
  - Maik Bullmann, niemiecki zapaśnik
  - Angel Martino, amerykańska pływaczka
  - Alan Kernaghan, irlandzki piłkarz, trener
  - Wojciech Szeląg, polski dziennikarz i prezenter telewizyjny
  - Marcin Wilczek, polski dyplomata
- 26 kwietnia:
  - Marianne Jean-Baptiste, brytyjska aktorka pochodzenia karaibskiego
  - Kane, amerykański wrestler, aktor
  - Leszek Kisiel, polski samorządowiec, burmistrz Przeworska
  - Rainer Salzgeber, austriacki narciarz alpejski
  - Ariel Sorín, argentyński szachista
  - Günther Stranner, austriacki skoczek narciarski
  - Valentine Strasser, sierraleoński wojskowy, polityk, szef państwa
  - Tõnu Tõniste, estoński żeglarz sportowy
  - Toomas Tõniste, estoński żeglarz sportowy, polityk
- 27 kwietnia:
  - Bridgette Gordon, amerykańska koszykarka, trenerka
  - Howard Davis, jamajski lekkoatleta, sprinter
  - Maciej Staniecki, polski kompozytor, producent muzyczny
  - Erik Thomson, australijsko-nowozelandzki aktor pochodzenia szkockiego
  - Wilhelm-Aleksander, król Holandii
- 28 kwietnia:
  - Michel Andrieux, francuski wioślarz
  - Earl Barrett, angielski piłkarz
  - Marcelo Espina, argentyński piłkarz, trener
  - Kevin Jubinville, kanadyjski aktor
  - Marek Kęskrawiec, polski dziennikarz
  - Kari Wuhrer, amerykańska aktorka, piosenkarka
- 29 kwietnia:
  - Attila Ábrahám, węgierski kajakarzy
  - Piotr Kosmala, polski kolarz szosowy, trener
  - Dorota Rucka, polska siatkarka
  - Egidijus Skarbalius, litewski polityk, działacz społeczny
  - Maciej Sobczak, polski gitarzysta, wokalista, członek zespołów: Hot Water i Boogie Chilli
  - Master P, amerykański raper
- 30 kwietnia:
  - Ausra Fridrikas, austriacka piłkarka ręczna pochodzenia litewskiego
  - Filipp Kirkorow, rosyjski piosenkarz, kompozytor, producent muzyczny, aktor pochodzenia bułgarskiego
  - Turbo B, amerykański raper
- 1 maja:
  - Ja’el Arad, izraelska judoczka
  - Agim Hushi, australijski śpiewak operowy (tenor) pochodzenia albańskiego
  - Edward Glaeser, amerykański ekonomista
  - Roman Jakič, słoweński polityk
- 2 maja:
  - Luigi Apolloni, włoski piłkarz
  - Mika Brzezinski, amerykańska dziennikarka i prezenterka telewizyjna pochodzenia polsko-czeskiego
  - Jarosław Maciejewski, polski przedsiębiorca i samorządowiec, wicewojewoda wielkopolski
  - Lech Parell, polski dziennikarz i urzędnik państwowy
- 3 maja:
  - Maria Despas, australijska narciarka dowolna
  - Artis Kampars, łotewski przedsiębiorca, polityk
  - Slavomír Kňazovický, słowacki kajakarz, kanadyjkarz
  - André Olbrich, niemiecki gitarzysta, członek zespołu Blind Guardian
- 4 maja:
  - Riccardo Campa, włoski socjolog
  - Ana Gasteyer, amerykańska aktorka i komik
  - Béla Glattfelder, węgierski inżynier, polityk
  - Dominik Schwaderlapp, niemiecki duchowny katolicki, biskup pomocniczy Kolonii
  - Buenaventura Villamayor, filipiński szachista, trener
  - Akiko Yajima, japońska seiyū i aktorka dubbingowa
- 5 maja:
  - Alessandro Aimar, włoski lekkoatleta, sprinter
  - Dariusz Basiński, polski satyryk, aktor, reżyser filmowy, członek kabaretu Mumio
  - Robert Flux, niemiecki gitarzysta, członek zespołu Oomph!
  - Małgorzata Książkiewicz, polska strzelczyni sportowa
- 6 maja:
  - Thomas Abratis, niemiecki kombinator norweski
  - Waldemar Klisiak, polski hokeista
  - Risto Laakkonen, fiński skoczek narciarski
  - Robert Nowakowski, polski piłkarz ręczny, trener
  - Wioletta Wilk, polska badmintonistka
- 7 maja:
  - Dražen Anzulović, chorwacki koszykarz, trener
  - Adam Price, duński krytyk kulinarny, scenarzysta, osobowość telewizyjna
  - Jakub Strzyczkowski, polski dziennikarz i prezenter radiowy
- 8 maja:
  - Vladimír Balla, słowacki pisarz
  - Mariusz Karol, polski trener koszykówki
  - Stanisław Owca, polski piłkarz i trener piłkarski
  - Dave Randall, amerykański tenisista
- 9 maja:
  - Nataša Bokal, słoweńska narciarka alpejska
  - Jutta Paulus, niemiecka farmaceutka, polityk, eurodeputowana
- 10 maja:
  - Antje Harvey, niemiecka biathlonistka, biegaczka narciarska
  - Przemysław Nikiel(inne języki), polski aktor, lektor
  - Andrea Romano, włoski historyk, dziennikarz, polityk
  - Bob Sinclar, francuski didżej, producent muzyczny
  - Bogna Sworowska, polska modelka, II wicemiss Miss Polonia 1987[2]
  - Artur Więcek, polski reżyser i scenarzysta filmowy
- 11 maja:
  - Patricia Chauvet, francuska narciarka alpejska
  - Alberto García Aspe, meksykański piłkarz
  - Piotr Rangno, polski akordeonista
  - Anna Streżyńska, polska prawnik, polityk, minister cyfryzacji
  - Judith Zeidler, niemiecka wioślarka
- 12 maja:
  - Paweł Althamer, polski rzeźbiarz, performer
  - Paul D’Amour, amerykański gitarzysta, basista, autor tekstów
  - Grzegorz Kowalczyk, polski aktor, tancerz
  - Renata Matusik, polska pływaczka
  - Germán Mesa, kubański baseballista
  - Bill Shorten, australijski polityk
  - Tomislav Žigmanov, serbski filozof, pisarz, polityk narodowości chorwackiej
- 13 maja:
  - Romuald Pawlak, polski pisarz
  - Chuck Schuldiner, amerykański gitarzysta, wokalista, członek zespołów: Death, Control Denied i Voodoocult (zm. 2001)
  - Melanie Thornton, amerykańska piosenkarka (zm. 2001)
  - Gerrit de Vries, holenderski kolarz szosowy i torowy
- 14 maja:
  - Magomiedbiek Alijew, rosyjski judoka
  - Rafał Barycz, polski architekt
  - Natasha Kaiser-Brown, amerykańska lekkoatletka, sprinterka
  - Sol Kyung-gu, południowokoreański aktor
  - Siarhiej Parsiukiewicz, białoruski przedsiębiorca
  - Witalij Portnikow, ukraiński dziennikarz, publicysta
  - Agata Stępień, polska szpadzistka
  - Jarosław Żaczek, polski polityk, poseł na Sejm RP
- 15 maja:
  - Simen Agdestein, norweski piłkarz, szachista
  - Kevin Davies, bahamski piłkarz, trener
  - Madhuri Dixit, indyjska aktorka
  - John Smoltz, amerykański baseballista
  - John Tlale, południowoafrykański piłkarz, bramkarz
- 16 maja:
  - Gotthard Hinteregger, austriacki bokser
  - Peter Rasmussen, duński piłkarz
  - Manu Sareen, duński samorządowiec, polityk pochodzenia hinduskiego
  - Yuki Takita, japoński piłkarz, bramkarz
- 17 maja:
  - Joseph Acaba, amerykański hydrogeolog, nauczyciel, astronauta
  - Cameron Bancroft, kanadyjski aktor
  - James Howell, brytyjski szachista
  - Mynacakan Iskandarian, ormiański zapaśnik
  - Mohamed Nasheed, malediwski polityk, prezydent Malediwów
  - Patrick Ortlieb, austriacki narciarz alpejski
- 18 maja:
  - Heinz-Harald Frentzen, niemiecki kierowca wyścigowy
  - Marco Scurria, włoski polityk
- 19 maja:
  - Alexia, włoska piosenkarka
  - Michiel Bartman, holenderski wioślarz
  - Julio César Green, dominikański bokser
  - Markus Nagel, niemiecki kolarz torowy
  - Geraldine Somerville, brytyjska aktorka
  - Andriej Woronkow, rosyjski siatkarz, trener
- 20 maja:
  - Gosza Kucenko, rosyjski aktor, piosenkarz
  - Gabriele Muccino, włoski reżyser, scenarzysta i producent filmowy
  - Adam Probosz, polski aktor, komentator sportowy
  - Oksana Rawiłowa, rosyjska łyżwiarka szybka
  - Paweł, ostatni następca tronu Grecji, książę Danii
  - Jonas Thern, szwedzki piłkarz
  - Richard Zambrano, chilijski piłkarz
- 21 maja:
  - Chris Benoit, kanadyjski wrestler (zm. 2007)
  - Eli Fara, albańska piosenkarka pochodzenia włoskiego
  - Detlef Kirchhoff, niemiecki wioślarz
  - Fernando Martínez Perales, hiszpański piłkarz
- 22 maja:
  - Christophe Gagliano, francuski judoka
  - Brooke Smith, amerykańska aktorka
  - Gundars Vētra, łotewski koszykarz, trener
  - Rafał Wnuk, polski historyk
- 23 maja:
  - Luis Roberto Alves, meksykański piłkarz pochodzenia brazylijskiego
  - Roberto Caruso, włoski kolarz szosowy
  - Anna Ibrisagic, szwedzka polityk, eurodeputowana
  - Carlos Mercenario, meksykański lekkoatleta, chodziarz
  - Ewa Minge, polska projektantka mody
  - Craig Monk, nowozelandzki żeglarz sportowy
  - Wotan Wilke Möhring, niemiecki aktor, muzyk, model
  - Phil Selway, brytyjski perkusista, członek zespołu Radiohead
  - Marek Tombarkiewicz, polski lekarz, urzędnik państwowy
  - Xu Demei, chińska lekkoatletka, oszczepniczka
  - Beat Wabel, szwajcarski kolarz przełajowy, górski i szosowy
- 24 maja:
  - Dana Ashbrook, amerykański aktor
  - Victor Browne, kanadyjski aktor
  - Eric Close, amerykański aktor, reżyser telewizyjny i filmowy
  - Cezary Gmyz, polski dziennikarz
  - Sergej Klischin, rosyjsko-austriacki judoka
- 25 maja:
  - Ruthie Bolton, amerykańska koszykarka
  - Matthew Borlenghi, amerykański aktor
  - Gustavo Matosas, urugwajski piłkarz, trener pochodzenia argentyńskiego
  - Luc Nilis, belgijski piłkarz
  - Guillermo Vázquez, meksykański piłkarz, trener
- 26 maja:
  - Ulf Johansson, szwedzki biathlonista
  - Kevin Moore, amerykański muzyk, kompozytor, wokalista, członek zespołów: Dream Theater, Fates Warning, Chroma Key(inne języki) i Office of Strategic Influence
  - Bartłomiej Topa, polski aktor, producent filmowy
- 27 maja:
  - Paul Gascoigne, angielski piłkarz
  - Eddie McClintock, amerykański aktor
  - George McCloud, amerykański koszykarz
  - Arkadiusz Okroj, polski duchowny katolicki, biskup pomocniczy pelpliński
  - Kai Pflaume, niemiecki prezenter i dziennikarz telewizyjny
  - Kristen Skjeldal, norweski biegacz narciarski
  - Marija Szukszyna, rosyjska aktorka
- 28 maja:
  - Sunday Adelaja, nigeryjski pastor
  - Tania Evans, brytyjska piosenkarka pochodzenia jamajskiego
  - Emma Kennedy, brytyjska pisarka, aktorka, prezenterka telewizyjna
  - Krzysztof Lisek, polski polityk, poseł na Sejm RP i eurodeputowany
  - Marie Persson, szwedzka curlerka
  - Glen Rice, amerykański koszykarz
  - Wojciech Wiśniowski, polski samorządowiec, starosta sławieński
- 29 maja:
  - Jewgienij Alejnikow, rosyjski strzelec sportowy (zm. 2024)
  - Omar Arellano, meksykański piłkarz, trener
  - José Cordeiro, portugalski duchowny katolicki, biskup Bragançy-Mirandy
  - Noel Gallagher, brytyjski gitarzysta, wokalista, członek zespołu Oasis
  - Mike Keane, kanadyjski hokeista
  - Éric Magnin, francuski kolarz torowy i szosowy
  - John Medlen, amerykański aktor
  - Shazza, polska piosenkarka
  - Bohdan Sláma, czeski aktor, reżyser i scenarzysta filmowy
  - Ingo Steinhöfel, niemiecki sztangista
- 30 maja:
  - Ali Adler, amerykańska scenarzystka i producentka telewizyjna
  - Sandra Álvarez, ekwadorska aktywistka i polityczka
  - Rechelle Hawkes, australijska hokeistka na trawie
  - Robert Laska, polski fotograf portretowy
  - Robert Wabich, polski aktor
  - Steven Wilson, brytyjski gitarzysta, członek zespołu Cut
- 31 maja:
  - Sandrine Bonnaire, francuska aktorka, reżyserka filmowa
  - Jacek Bończyk, polski aktor, piosenkarz
  - Moustapha Sall, mauretański piłkarz, trener
  - Válber, brazylijski piłkarz
  - Kadri Veseli, kosowski polityk
- 1 czerwca:
  - Dariusz Banek, polski reżyser, scenarzysta (zm. 2023)
  - Olivier Delaître, francuski tenisista
  - Ray Fearon, brytyjski aktor
  - Artur Gadowski, polski muzyk, wokalista, członek zespołu IRA
  - Jacek Laskowski, polski dziennikarz i komentator sportowy
  - Szymon Majewski, polski dziennikarz, prezenter radiowy i telewizyjny, satyryk, aktor
  - Roger Sanchez, amerykański didżej pochodzenia dominikańskiego
- 2 czerwca:
  - Kenny Atkinson, amerykański koszykarz, trener
  - Mugur Mihăescu, rumuński aktor, komik, scenarzysta filmowy i telewizyjny
  - Remigija Nazarovienė, litewska lekkoatletka, wieloboistka
  - Chalim Sadułajew, czeczeński polityk (zm. 2006)
- 3 czerwca:
  - Anderson Cooper, amerykański dziennikarz, prezenter telewizyjny
  - Tamás Darnyi, węgierski pływak
  - Mark Keil, amerykański tenisista
  - Elżbieta Kościelna, polska siatkarka
- 4 czerwca:
  - Bart Bast, amerykański żużlowiec
  - Clarissa Davis, amerykańska koszykarka
  - Robert Shane Kimbrough, amerykański podpułkownik lotnictwa, inżynier, astronauta
  - Jon Endre Mørk, norweski montażysta filmowy
  - Elmedin Omanić, bośniacki trener koszykówki
- 5 czerwca:
  - Jacek Bednarz, polski piłkarz, działacz piłkarski
  - Matt Bullard, amerykański koszykarz
  - Joe DeLoach, amerykański lekkoatleta, sprinter
  - Leszek Dobrzyński, polski politolog, przedsiębiorca, polityk, poseł na Sejm RP
  - Raúl González, kubański bokser
  - Ron Livingston, amerykański aktor
  - Jacek Protasiewicz, polski polityk, poseł na Sejm RP, eurodeputowany
  - Jan Pytlick, duński trener piłki ręcznej
- 6 czerwca:
  - József Berényi, słowacki polityk pochodzenia węgierskiego
  - Paul Giamatti, amerykański aktor
  - Roger Lukaku, kongijski piłkarz
  - Ewa Stankiewicz-Jørgensen, polska dziennikarka, reżyserka i scenarzystka filmowa
  - Ron Zwerver, holenderski siatkarz, trener
- 7 czerwca:
  - Marie-Pierre Duros, francuska lekkoatletka, biegaczka średnio- i długodystansowa
  - Marek Kraszewski, polski zapaśnik, sumita
  - Dave Navarro, amerykański gitarzysta, wokalista, model, aktor, członek zespołów: Jane’s Addiction, Red Hot Chili Peppers, The Panic Channel(inne języki) i Camp Freddy(inne języki)
  - Pitirim (Tworogow), rosyjski biskup prawosławny
  - Iwona Wieczorek, polska działaczka samorządowa, prezydent Zgierza
- 8 czerwca:
  - Efan Ekoku, nigeryjski piłkarz
  - Dan Futterman, amerykański aktor, producent i scenarzysta filmowy
  - Edgar Itt, niemiecki lekkoatleta, sprinter i płotkarz
  - Piotr Kleszcz, polski duchowny rzymskokatolicki
  - Jurij Matwiejew, rosyjski piłkarz, trener
- 9 czerwca:
  - Sérgio Farias, brazylijski trener piłkarski
  - Mike Harris, kanadyjski curler
  - Max Robert, francuski bobsleista
  - Robert Strąk, polski prawnik, polityk, poseł na Sejm RP
- 10 czerwca:
  - Pavel Badea, rumuński piłkarz, przedsiębiorca, polityk, działacz piłkarski
  - Witalij Daniłow, ukraiński przedsiębiorca, polityk, działacz piłkarski
  - Heimir Hallgrímsson, islandzki piłkarz, trener
  - Piotr Liszcz, polski gitarzysta, członek zespołów: 1984 i Wańka Wstańka
- 11 czerwca:
  - Wioletta Lewandowska, polska koszykarka
  - Konstantin Czernyszow, rosyjski szachista, sędzia szachowy
  - Jameleddine Limam, tunezyjski piłkarz
  - Jens Martin Knudsen, farerski piłkarz, bramkarz, trener
  - Robert Olesen, amerykański bobsleista
  - Renata Zaremba, polska polityk, poseł na Sejm RP
- 12 czerwca:
  - Icíar Bollaín, hiszpańska aktorka, reżyserka i scenarzystka filmowa
  - Frances O’Connor, australijska aktorka pochodzenia brytyjskiego
- 13 czerwca:
  - Kirił Barbutow, bułgarski zapaśnik
  - Vicky Bullett, amerykańska koszykarka
  - Yamandú Orsi, urugwajski polityk, prezydent Urugwaju
- 15 czerwca:
  - Marzena Domaros, polska dziennikarka, skandalistka
  - Maciej Lasek, polski inżynier lotniczy, polityk, poseł na Sejm RP
  - Pawieł Muslimow, rosyjski biathlonista
- 16 czerwca:
  - Jürgen Klopp, niemiecki piłkarz, trener
  - Jolanta Marzec, polska lekkoatletka, sprinterka
  - Bruno Putzulu, francuski aktor
  - Jenny Shimizu, amerykańska modelka, aktorka pochodzenia japońskiego
  - Daniel Zelman, amerykański aktor, scenarzysta i producent filmowy
- 17 czerwca:
  - Dorothea Röschmann, niemiecka śpiewaczka operowa (sopran)
  - Marianne Vlasveld, holenderska triathlonistka zimowa, biegaczka narciarska
  - Zinho, brazylijski piłkarz
- 18 czerwca:
  - Glen Benton, amerykański basista, wokalista, członek zespołu Deicide
  - Alex Bunbury, kanadyjski piłkarz, trener pochodzenia gujańskiego
  - Jörg Leichtfried, austriacki prawnik, polityk
- 19 czerwca:
  - Bjørn Dæhlie, norweski biegacz narciarski
  - Anna Górecka, polska pianistka, pedagog
  - Paweł Grzegorczyk, polski wokalista, gitarzysta, członek zespołu Hunter
  - Chris Larkin, brytyjski aktor
  - Mia Sara, amerykańska aktorka, modelka
- 20 czerwca:
  - Indra, szwedzka piosenkarka, aktorka
  - Nicole Kidman, australijsko-amerykańska aktorka, piosenkarka
  - Luigi de Magistris, włoski prokurator, polityk, burmistrz Neapolu
  - Cornelia Neuhaus, niemiecka pisarka
  - Rita Razmaitė, litewska kolarka torowa
- 21 czerwca:
  - Derrick Coleman, amerykański koszykarz
  - Pierre Omidyar, amerykański przedsiębiorca pochodzenia irańskiego
  - Carrie Preston, amerykańska aktorka
  - Yingluck Shinawatra, tajska polityk, premier Tajlandii
- 22 czerwca:
  - Alejandro Aravena, chilijski architekt
  - Jacek Czachor, polski motocyklista rajdowy
  - Axel Kühn, niemiecki bobsleista
  - Marc van Hintum, holenderski piłkarz
- 23 czerwca:
  - Boris Aljinovic, niemiecki aktor pochodzenia chorwackiego
  - Ion Ieremciuc, rumuński zapaśnik
  - Juan José Rodríguez, kostarykański piłkarz
  - Ștefan Stoica, rumuński piłkarz, trener
  - Aleksandra Trybuś-Cieślar, polska nauczycielka, działaczka społeczna, posłanka na Sejm RP
- 24 czerwca:
  - Crystal Carson, amerykańska aktorka
  - Corina Crețu, rumuńska dziennikarka, polityk
  - Richard Kruspe, niemiecki gitarzysta, członek zespołów: Rammstein i Emigrate
  - Sherry Stringfield, amerykańska aktorka
  - Les Jepsen, amerykański koszykarz
- 25 czerwca:
  - Alina Kamińska, polska aktorka
  - Katarzyna Majchrzak, polska lekkoatletka, skoczkini wzwyż
  - Damir Polančec, chorwacki polityk
  - Niels van der Zwan, holenderski wioślarz
- 26 czerwca:
  - Olivier Dahan, francuski reżyser, scenarzysta i producent filmowy
  - Benoît Hamon, francuski polityk
  - Doctor Khumalo, południowoafrykański piłkarz
  - Jorgos Jerapetritis, grecki prawnik, nauczyciel akademicki i polityk
  - Carsten Köhrbrück, niemiecki lekkoatleta, sprinter i płotkarz
  - Janina Orzełowska, polska działaczka samorządowa, wicemarszałek województwa mazowieckiego
  - Ranko Popović, serbski piłkarz, trener
  - Krzysztof Ziemiec, polski dziennikarz i prezenter telewizyjny
- 27 czerwca:
  - Andre Arendse, południowoafrykański piłkarz, bramkarz
  - Inha Babakowa, ukraińska lekkoatletka, skoczkini wzwyż pochodzenia litewskiego
  - Sylvie Fréchette, kanadyjska pływaczka synchroniczna
  - Ołeksandr Hereha, ukraiński przedsiębiorca, polityk, działacz sportowy
  - Jan Hřebejk, czeski aktor, reżyser i scenarzysta filmowy
  - Wasil Kapciuch, białoruski lekkoatleta, dyskobol
  - Beata Rusinowska, polska działaczka samorządowa, polityk, poseł na Sejm RP
- 28 czerwca:
  - Gil Bellows, kanadyjski aktor
  - Gerben-Jan Gerbrandy, holenderski polityk
  - Lars Riedel, niemiecki lekkoatleta, dyskobol
  - Zhong Huandi, chińska lekkoatletka, biegaczka długodystansowa
- 29 czerwca:
  - Ben Buckley, australijski futbolista, działacz sportowy, przedsiębiorca
  - John Feldmann, amerykański muzyk, producent muzyczny, lider zespołu Goldfinger
  - Melora Hardin, amerykańska aktorka
  - Carl Hester, brytyjski jeździec sportowy
  - Eskil Suter, szwajcarski motocyklista wyścigowy
- 30 czerwca:
  - Patrik Bodén, szwedzki lekkoatleta, oszczepnik
  - Michele Godena, włoski szachista
  - Silke Renk, niemiecka lekkoatletka, oszczepniczka
  - Jesús Rodríguez, kubański zapaśnik
  - Lars Vågberg, norweski curler pochodzenia szwedzkiego
  - Robert Więckiewicz, polski aktor
- 1 lipca:
  - Pamela Anderson, kanadyjska aktorka, modelka
  - Serhij Husiew, ukraiński piłkarz
  - Monika Jurek, polska nauczycielka, działaczka polityczna i samorządowa, wojewoda opolski
  - Marisa Monte, brazylijska piosenkarka
- 2 lipca:
  - Claudio Biaggio, argentyński piłkarz
  - Aleksander Bierełowicz, ukraiński szachista
  - Tomasz Siemoniak, polski menedżer, polityk, poseł na Sejm RP, minister obrony narodowej, wicepremier
  - Tina Stowell, brytyjska polityk
- 3 lipca:
  - Vladan Alanović, chorwacki koszykarz
  - Barbara Bartuś, polska działaczka samorządowa, polityk, poseł na Sejm RP
  - Iulia Bobeică-Bulie, rumuńska wioślarka
  - Sandra Ceccarelli, włoska aktorka
  - Katy Clark, brytyjska prawnik, polityk
  - Owe Ljungdahl, szwedzki curler
  - David Macpherson, australijski tenisista, trener
- 4 lipca:
  - Sébastien Deleigne, francuski pięcioboista nowoczesny
  - Dejan Đurđević, serbski piłkarz, trener
  - Greg Kuperberg, amerykański matematyk pochodzenia żydowskiego
- 5 lipca:
  - Cwetelin Kynczew, bułgarski przedsiębiorca, polityk pochodzenia romskiego
  - Christian Miniussi, argentyński tenisista
  - Vincent Radermecker, belgijsko-włoski kierowca wyścigowy
  - Tengiz Tedoradze, gruziński zapaśnik, zawodnik MMA
  - Henry Urday Cáceres, peruwiański szachista
  - Steffen Wink, niemiecki aktor
- 6 lipca:
  - Heather Nova, brytyjska piosenkarka, kompozytorka
  - Arkadiusz Szkutnik, polski generał brygady
- 7 lipca:
  - Michał Borecki, polski elektronik
  - Adrian Kunz, szwajcarski piłkarz, trener
  - Erik van der Meer, holenderski piłkarz, trener
- 8 lipca:
  - Marcus Chong, amerykański aktor
  - Jan Kowal, polski skoczek narciarski
  - Seo Hyang-soon, południowokoreańska łuczniczka
  - Klaus Tschütscher, liechtensteiński polityk, premier Liechtensteinu
- 9 lipca:
  - Michael Carruth, irlandzki bokser
  - Nathalie Gendron, francuska kolarka szosowa i torowa
  - Jordan Leczkow, bułgarski piłkarz, działacz piłkarski, polityk
  - Khaled Lounici, algierski piłkarz, trener
  - Arthur Slade, kanadyjski pisarz, autor literatury dziecięcej i młodzieżowej
- 10 lipca:
  - Hasiba Bu-l-Marka, algierska lekkoatletka, biegaczka średniodystansowa
  - Gabriela Pérez del Solar, peruwiańska siatkarka
  - Jorge Volpi, meksykański dziennikarz, pisarz
- 11 lipca:
  - Jeff Corwin, amerykański biolog, ekolog, prezenter telewizyjny
  - Monique Éwanjé-Épée, francuska lekkoatletka, płotkarka pochodzenia kameruńskiego
  - Roberto Hernández, meksykański piłkarz, trener
  - Marek Kuczyński, polski kompozytor, dźwiękowiec
  - Jhumpa Lahiri, amerykańska pisarka pochodzenia bengalskiego
  - Bent-Ove Pedersen, norweski tenisista
  - Elfie Simchen, niemiecka narciarka dowolna
- 12 lipca:
  - Luis Abinader, dominikański polityk, prezydent Dominikany
  - Alloysius Agu, nigeryjski piłkarz, bramkarz
  - Giennadij Jerszow, polski i ukraiński rzeźbiarz, jubiler, fotografik, pedagog
  - John Petrucci, amerykański gitarzysta, kompozytor, współzałożyciel zespołu Dream Theater
  - Bruny Surin, kanadyjski lekkoatleta, sprinter
- 13 lipca:
  - Zuhair Bakhit, emiracki piłkarz
  - Marco Balbul, izraelski piłkarz, trener
  - Benny Benassi, włoski didżej, producent muzyczny
- 14 lipca:
  - Karsten Braasch, niemiecki tenisista
  - Robert Dowhan, polski przedsiębiorca, polityk, poseł na Sejm RP
  - Kim Ki-hoon, południowokoreański łyżwiarz szybki, specjalista short tracku
  - Valérie Pécresse, francuska polityk, prezydent regionu Île-de-France
- 15 lipca:
  - Adam Savage, amerykański dziennikarz
  - Metin Topaktaş, turecki zapaśnik
- 16 lipca:
  - Jonathan Adams, amerykański aktor
  - Will Ferrell, amerykański aktor, scenarzysta i producent filmowy
  - Eissa Meer, emiracki piłkarz
  - Ibrahim Meer, emiracki piłkarz
  - Joel Stransky, południowoafrykański rugbysta
- 17 lipca:
  - Krzysztof Cezary Buszman, polski poeta, autor tekstów piosenek
  - René Friedl, niemiecki saneczkarz
- 18 lipca:
  - Paweł Bielawny, polski generał BOR
  - Paul Cornell, brytyjski pisarz science fiction
  - Vin Diesel, amerykański aktor, kaskader, producent, reżyser i scenarzysta filmowy
  - Jacek Glenc, polski kompozytor, pianista, pedagog
  - Marcos Kwiek, brazylijski trener siatkówki
- 19 lipca:
  - Yaël Abecassis, izraelska aktorka, modelka
  - Christian Bergstrom, szwedzki tenisista
  - Robb Flynn, amerykański wokalista, gitarzysta, autor tekstów, członek zespołu Machine Head
  - Beata Hołub, polska lekkoatletka, skoczkini wzwyż
  - Wladimir Kaminer, niemiecki pisarz, publicysta, didżej pochodzenia rosyjsko-żydowskiego
  - Robert Krupowicz, polski polityk, samorządowiec, wojewoda zachodniopomorski, burmistrz Goleniowa
  - Dumitru Răducanu, rumuński wioślarz, sternik
  - Welisław Wucow, bułgarski piłkarz, trener
- 20 lipca:
  - Paulo César Costa, brazylijski duchowny katolicki, biskup São Carlos
  - Rodney Eastman, kanadyjski aktor, muzyk, członek zespołu King Straggler
  - Geovanny Jara, kostarykański piłkarz
  - Giorgi Kwirikaszwili, gruziński polityk, premier Gruzji
  - Anna Sieniawska, polska aktorka dziecięca
  - Markus Wallner, austriacki polityk, starosta krajowy Vorarlberga
  - Tomasz Zieliński, polski historyk, polityk, poseł na Sejm RP
- 21 lipca:
  - Walter Arencibia Rodríguez, kubański szachista, trener
  - Mick Mulvaney, amerykański polityk
- 22 lipca:
  - Swietłana Fiedotkina, rosyjska łyżwiarka szybka
  - Piotr Głowski, polski ekonomista, przedsiębiorca, polityk, samorządowiec, senator RP, prezydent Piły
  - Rhys Ifans, brytyjski aktor, muzyk
  - Anita Iwańska, polska szpadzistka
- 23 lipca:
  - Philip Seymour Hoffman, amerykański aktor, reżyser filmowy (zm. 2014)
  - Roberto Lezaun, hiszpański kolarz górski i szosowy
  - Manuel Ochogavía, panamski duchowny katolicki, biskup Colón-Kuna Yala
  - Tony Scaglione, amerykański perkusista, członek zespołu Whiplash
  - Małgorzata Sinica, polska instruktorka harcerska, harcmistrzyni, naczelnik ZHP
  - Titiyo, szwedzka piosenkarka
- 24 lipca:
  - Dmytro Kapranow, ukraiński wydawca, pisarz, publicysta
  - Witalij Kapranow, ukraiński wydawca, pisarz, publicysta
  - Nick Nurse, amerykański koszykarz, trener
  - Małgorzata Karolina Piekarska, polska pisarka, dziennikarka
  - Cleophus Prince, amerykański seryjny morderca
  - Andrés Napoleón Romero Cárdenas, dominikański duchowny katolicki, biskup Barahony
- 25 lipca:
  - Thierry Dusserre, francuski biathlonista
  - Emanuel Fernandes, angolski siatkarz plażowy
  - Magdalena Forsberg, szwedzka biathlonistka, biegaczka narciarska
  - Günther, szwedzki piosenkarz, model
  - Matt LeBlanc, amerykański aktor, komik
  - Wendy Raquel Robinson, amerykańska aktorka
- 26 lipca:
  - José Manuel Fernandes, portugalski inżynier, polityk
  - Dominic Kinnear, amerykański piłkarz, trener
  - Páll á Reynatúgvu, farerski piłkarz, fizjoterapeuta, polityk
  - Jason Statham, brytyjski aktor, kaskader, producent filmowy, model
  - Vladan Vicevic, salwadorski piłkarz, trener pochodzenia serbskiego
- 27 lipca:
  - Rahul Bose, indyjski aktor, scenarzysta filmowy, działacz społeczny
  - Yannick Jadot, francuski działacz ekologiczny, polityk
  - Napa Kiatwanchai, tajski bokser
  - Beata Maksymow, polska judoczka (zm. 2024)
  - Sasha Mitchell, amerykański aktor
  - Joan Ridao, kataloński prawnik, politolog, polityk
  - Craig Wolanin, amerykański hokeista
- 28 lipca – Bogdan Lewczuk, polski lekarz weterynarii
- 29 lipca:
  - Jeff Denham, amerykański polityk, kongresmen ze stanu Kalifornia
  - Rafał Jurkowlaniec, polski dziennikarz, polityk, samorządowiec, marszałek województwa dolnośląskiego
- 30 lipca:
  - Ann Brashares, amerykańska pisarka
  - Katrin Kallsberg, fińska lekarka, polityk
  - Piotr Kruszczyński, polski reżyser teatralny
  - James Murphy, amerykański gitarzysta, kompozytor, producent muzyczny, inżynier dźwięku, członek zespołów: Agent Steel(inne języki), Death, Obituary, Cancer(inne języki), Disincarnate(inne języki), Testament i Konkhra(inne języki)
- 31 lipca:
  - Tadeusz Bartoś, polski filozof, teolog, publicysta
  - Doug Gjertsen, amerykański pływak
  - Joel Isasi, kubański lekkoatleta, sprinter
  - Tony Massenburg, amerykański koszykarz
  - Gongoryn Mjerjej, mongolski biegacz narciarski, olimpijczyk
  - Peter Rono, kenijski lekkoatleta, średniodystansowiec
  - Grzegorz Turnau, polski wokalista, pianista, kompozytor, poeta
- 1 sierpnia:
  - Raúl Diago, kubański siatkarz
  - José Padilha, brazylijski reżyser, scenarzysta i producent filmowy
  - Anders Samuelsen, duński polityk
  - Anna Święch, polska okulistka, profesor nauk medycznych
- 2 sierpnia:
  - Craig Boyce, australijski żużlowiec
  - Aline Brosh McKenna, amerykańska scenarzystka, reżyserka i producentka
  - Željka Cvijanović, serbska polityk, prezydent Republiki Serbskiej
  - Marco Giampaolo, włoski piłkarz, trener pochodzenia szwajcarskiego
  - Gordan Jandroković, chorwacki polityk, przewodniczący Zgromadzenia Chorwackiego
  - Aaron Krickstein, amerykański tenisista pochodzenia żydowskiego
  - Janusz Sytnik-Czetwertyński, polski filozof
- 3 sierpnia:
  - Dariusz Błażejewski, polski aktor
  - Deborah Dyer, brytyjska piosenkarka, autorka tekstów, modelka
  - Mathieu Kassovitz, francuski aktor, reżyser, scenarzysta i producent filmowy
  - Natalia Ramírez, kolumbijska aktorka
  - Grzegorz Ryś, polski siatkarz, trener
- 4 sierpnia:
  - Timothy Adams, amerykański aktor, model
  - Marcelo Filippini, urugwajski tenisista
  - Arbaaz Khan, indyjski aktor
  - Ilian Kiriakow, bułgarski piłkarz, trener i działacz piłkarski
  - Michael Marsh, amerykański lekkoatleta, sprinter
  - Andrea Nuti, włoski lekkoatleta, sprinter
  - Wilfried Pallhuber, włoski biathlonista
  - Dijan Petkow, bułgarski piłkarz, trener
  - Christel Schaldemose, duńska historyk, polityk
  - Jana Sorgers, niemiecka wioślarka
- 5 sierpnia:
  - Jane Bogaert, szwajcarska piosenkarka, kompozytorka, modelka
  - Dariusz Kiełczewski, polski filozof, ekonomista, poeta, prozaik
  - Thomas Lang, austriacki muzyk, multiinstrumentalista, producent muzyczny
  - Kazunori Yamauchi, japoński przedsiębiorca, autor gier komputerowych
  - Sawwacjusz (Zagriebielny), rosyjski biskup prawosławny
- 6 sierpnia:
  - Miłosz Biedrzycki, polski inżynier, geofizyk, poeta, tłumacz
  - Marek Zagórski, polski dziennikarz, polityk, poseł na Sejm RP, minister cyfryzacji
- 7 sierpnia:
  - Gilberto Angelucci, wenezuelski piłkarz, bramkarz
  - Edoardo Costa, włoski aktor
  - Charlotte Lewis, brytyjska aktorka
  - Renatas Norkus, litewski prawnik, dyplomata
  - Jewgienij Płatow, rosyjski łyżwiarz figurowy
- 8 sierpnia:
  - Marcelo Balboa, amerykański piłkarz
  - Branko Brnović, czarnogórski piłkarz
  - Óscar Ibáñez, peruwiański piłkarz, bramkarz
  - Lee Unkrich, amerykański reżyser filmów animowanych
  - Władimir Wasiljew, rosyjski pisarz science fiction
- 9 sierpnia:
  - Christian Baldauf, niemiecki polityk i prawnik
  - Emine Bozkurt, holenderska polityk pochodzenia tureckiego
  - Evans Chinyemba, zambijski duchowny katolicki, biskup Mongu
  - Ralph Hasenhüttl, austriacki piłkarz, trener
  - Ulrich Kirchhoff, niemiecki jeździec sportowy
  - Wilson Pérez, kolumbijski piłkarz
  - Tomasz Pukacki, polski muzyk, wokalista, kompozytor, autor tekstów, członek zespołów: Acid Drinkers, Titus’ Tommy Gunn i Anti Tank Nun
  - Deion Sanders, amerykański futbolista, baseballista, sprawozdawca i analityk sportowy
  - Marie Svensson, szwedzka tenisistka stołowa
- 10 sierpnia:
  - Philippe Albert, belgijski piłkarz
  - Sean Blakemore, amerykański aktor, model
  - Riddick Bowe, amerykański bokser
  - Chris Collins, amerykański gitarzysta, wokalista, członek zespołu Dream Theater
  - Mikiko Miyazaki, japońska zapaśniczka
  - Jean-Guy Wallemme, francuski piłkarz, trener
  - Jewhen Zahrebelny, ukraiński kolarz szosowy
- 11 sierpnia:
  - Massimiliano Allegri, włoski piłkarz, trener
  - Brad Dalgarno, kanadyjski hokeista
  - Jędrzej Jędrych, polski politolog, polityk, poseł na Sejm RP
  - Andrzej Mazur, polski entomolog
- 12 sierpnia:
  - Françoise Burdet, szwajcarska bobsleistka
  - El Arbi Hababi, marokański piłkarz
  - Joanna Hofman, polska aktorka, dyplomatka
  - Emił Kostadinow, bułgarski piłkarz, działacz piłkarski
  - Connie Mack IV, amerykański polityk
  - Mike Verstraeten, belgijski piłkarz
- 13 sierpnia:
  - Dave Jamerson, amerykański koszykarz
  - Jeanine Áñez, boliwijska polityk, prezydent Boliwii
  - Robert Godek, polski samorządowiec, starosta strzyżowski, wicewojewoda podkarpacki
  - Aleksandr Kiriczenko, rosyjski kolarz torowy
  - Barbara Makowska, polska siatkarka
  - Christopher Pyne, australijski polityk
- 14 sierpnia:
  - Dariusz Adamowski, polski poeta, tłumacz
  - Jelena Gulajewa, rosyjska lekkoatletka, skoczkini wzwyż
  - Samson Siasia, nigeryjski piłkarz, trener
  - Kathrin Weßel, niemiecka lekkoatletka, biegaczka długodystansowa
- 15 sierpnia:
  - Ibrahim Butajjib, marokański lekkoatleta, długodystansowiec
  - Christophe Capelle, francuski kolarz szosowy i torowy
  - Peter Hermann, amerykański aktor, scenarzysta i producent filmowy
  - Frédéric Nihous, francuski polityk
  - Włodzimierz Sroka, polski ekonomista (zm. 2023)
  - Nicolae Vasilescu, rumuński polityk
- 16 sierpnia:
  - Tomáš Holub, czeski duchowny katolicki, biskup pilzneński, teolog
  - Ildar Ibragimow, rosyjsko-amerykański szachista
  - Raszid Lachdar, marokański zapaśnik
  - Jarkko Oikarinen, fiński informatyk
- 17 sierpnia:
  - Yukari Kondō, japońska curlerka
  - Iwona Siekierzyńska, polska reżyserka i scenarzystka filmowa
  - Nadieżda Tałanowa, rosyjska biathlonistka
- 18 sierpnia:
  - Ryszard Jędruch, polski samorządowiec, wójt gminy Tryńcza
  - Beate Koch, niemiecka lekkoatletka, oszczepniczka
  - Jarek Kordaczuk, polski kompozytor, autor tekstów piosenek, reżyser
  - Daler Mehndi, indyjski piosenkarz
  - Tiffany Smith, amerykańska lekkoatletka, tyczkarka
  - Jolanta Soczyńska, polska lekkoatletka, sprinterka
- 19 sierpnia:
  - Abdellah Bidane, marokański piłkarz
  - Roman Olszewski, polski koszykarz, działacz sportowy
  - Nandana Sen, indyjska aktorka, scenarzystka i producentka filmowa
  - Dallas Seymour, noweozelandzki rugbysta
  - Sa’id al-Uwajran, saudyjski piłkarz
- 20 sierpnia:
  - Joanna Borowiak, polska nauczycielka, działaczka samorządowa, polityk, poseł na Sejm RP
  - Etgar Keret, izraelski prozaik, poeta, felietonista
  - Ołeh Oriechow, ukraiński sędzia piłkarski
- 21 sierpnia:
  - Andrea Bucciol, włoski piłkarz, bramkarz, trener
  - Marek Jóźwiak, polski piłkarz
  - Eryk Mistewicz, polski dziennikarz, publicysta, doradca polityczny
  - Carrie-Anne Moss, kanadyjska aktorka, modelka
  - Cristóbal Parralo, hiszpański piłkarz
  - Serj Tankian, amerykański muzyk, wokalista pochodzenia ormiańskiego, członek zespołu System of a Down
  - Petr Zelenka, czeski reżyser i scenarzysta filmowy
- 22 sierpnia:
  - Adewale Akinnuoye-Agbaje, brytyjski aktor, model pochodzenia nigeryjskiego
  - Ty Burrell, amerykański aktor
  - Robert Leroux, francuski szpadzista
  - Marian Prokop, polski operator filmowy
  - Layne Staley, amerykański muzyk, kompozytor, wokalista, członek zespołu Alice in Chains (zm. 2002)
  - Kostas Tsanas, grecki piłkarz, trener
- 23 sierpnia:
  - Dominic Antonelli, amerykański pilot wojskowy, inżynier, astronauta
  - Cedella Marley, jamajska muzyk reggae
  - Jim Murphy, brytyjski polityk
- 24 sierpnia:
  - Jan Eriksson, szwedzki piłkarz
  - Jordi Magem Badals, hiszpański szachista, trener
  - Judianna Makovsky, amerykańska kostiumolog
  - Michael Thomas, angielski piłkarz
- 25 sierpnia:
  - Andrea Andreozzi, włoski duchowny katolicki
  - Xiomara Guevara, wenezuelska zapaśniczka
  - Tom Hollander, brytyjski aktor
  - Mireya Luis, kubańska siatkarka
  - Antoni (Pakanycz), ukraiński piłkarz
  - Giovanni Perricelli, włoski lekkoatleta, chodziarz
  - Thomas Zander, niemiecki zapaśnik
- 26 sierpnia:
  - Éric Alard, francuski bobsleista
  - Aleksandyr Cwetkow, bułgarski urzędnik, polityk
  - Aleksandar Đorđević, serbski koszykarz, trener
  - Michael Gove, brytyjski polityk
  - Suat Kaya, turecki piłkarz, trener
  - Oleg Taktarow, rosyjski zawodnik MMA, aktor
- 27 sierpnia:
  - Igor Dobrowolski, rosyjski piłkarz, trener
  - Lázaro Oliveira, angolski piłkarz, trener
  - Bruno Versavel, belgijski piłkarz
- 28 sierpnia:
  - Greg Clark, brytyjski polityk
  - Kōji Matsushita, japoński tenisista stołowy
- 29 sierpnia:
  - Angela Borsuk, ukraińska szachistka
  - Slaven Dobrović, chorwacki inżynier, wykładowca akademicki, polityk
  - Neil Gorsuch, amerykański prawnik, sędzia Sądu Najwyższego
  - Andrea Migliavacca, włoski duchowny katolicki, biskup San Miniato
  - Jiří Růžek, czeski fotograf
- 30 sierpnia:
  - Barbara Kendall, nowozelandzka żeglarka sportowa
  - Frederique van der Wal, holenderska modelka
- 31 sierpnia:
  - Jonathan Cake, brytyjski aktor
  - Akiko Hiramatsu, japońska seiyū
  - Gene Hoglan, amerykański perkusista
  - Anita Moen, norweska biegaczka narciarska
  - Kenneth Oppel, kanadyjski pisarz
  - Sybille Schmidt, niemiecka wioślarka
- 1 września:
  - Milan Brglez, słoweński politolog, wykładowca akademicki, polityk
  - Craig Gillespie, australijski reżyser telewizyjny
  - Andreas Maier, niemiecki pisarz
  - Sinan Oğan, turecki polityk
  - Carl-Uwe Steeb, niemiecki tenisista
  - Iwona Wiśniewska, polska samorządowiec, starosta stargardzki
- 2 września:
  - Kerstin Behrendt, niemiecka lekkoatletka, sprinterka
  - Andreas Möller, niemiecki piłkarz
  - Ruggiero Rizzitelli, włoski piłkarz
  - Ostap Stupka, ukraiński aktor
- 3 września:
  - Daron Acemoğlu, turecko-amerykański ekonomista
  - Hubert Fournier, francuski piłkarz, trener
  - Chris Gatling, amerykański koszykarz
  - Marc Joulaud, francuski samorządowiec, polityk
  - Dariusz Korneluk, polski prawnik
  - Agnieszka Kubicka-Trząska, polska okulistka, dr hab. nauk medycznych
  - Anna Maiques, hiszpańska hokeistka na trawie
  - Valeriu Zgonea, rumuński inżynier, polityk
- 4 września:
  - Robert Clarke, liberyjski piłkarz
  - Vidadi Rzayev, azerski piłkarz
- 5 września:
  - Robert Kupiecki, polski politolog, dyplomata
  - Kōichi Morishita, japoński lekkoatleta, długodystansowiec
  - Matthias Sammer, niemiecki piłkarz, trener
  - Ski King, amerykański piosenkarz, muzyk, autor tekstów pochodzenia niemieckiego
- 6 września:
  - William DuVall, amerykański muzyk, wokalista, członek zespołu Alice in Chains
  - Macy Gray, amerykańska piosenkarka
  - Damian Muskus, polski duchowny katolicki, biskup pomocniczy krakowski
  - David Patiño, meksykański piłkarz, trener
  - Andrzej Piątek, polski trener kolarstwa
  - Igor Potapowicz, kazachski lekkoatleta, tyczkarz
  - Igor Štimac, chorwacki piłkarz, trener
- 7 września:
  - Miguel Guerrero, kolumbijski piłkarz
  - Beata Kawka, polska aktorka
  - Bruno Mingeon, francuski bobsleista
  - Jean-Michel Monin, francuski kolarz torowy i szosowy
  - Jacek Winnicki, polski trener koszykówki
  - Natalia Wörner, niemiecka aktorka
- 8 września:
  - Steffen Blochwitz, niemiecki kolarz torowy i szosowy
  - Tomasz Bracichowicz, polski muzyk rockowy, kompozytor, producent muzyczny
  - Rafael Gutiérrez Aldaco, meksykański piłkarz
  - Lidija Kawina, rosyjska muzyk awangardowa
  - Azat Peruaszew, kazachski polityk
  - Brian Wellman, bermudzki lekkoatleta, trójskoczek
- 9 września:
  - B.J. Armstrong, amerykański koszykarz
  - Akshay Kumar, indyjski aktor
  - Waldo Rubén Barrionuevo Ramírez, boliwijski duchowny katolicki, redemptorysta, biskup pomocniczy i wikariusz Reyes (zm. 2022)
- 10 września:
  - Andreas Heraf, austriacki piłkarz, trener
  - Michał Jarmicki, polski aktor
  - Piotr Kamrowski, polski judoka
  - Nina Repeta, amerykańska aktorka
  - Samuele Sangalli, włoski duchowny katolicki
  - Elina Stefanowska, rosyjska koszykarka
- 11 września:
  - Randolph Bresnik, amerykański pilot wojskowy, astronauta
  - Harry Connick Jr., amerykański pianista jazzowy, piosenkarz, aktor
  - Arnold Huber, włoski saneczkarz
  - Jenna Johnson, amerykańska pływaczka
  - Maja Schmid, szwajcarska narciarka dowolna
- 12 września:
  - Mirko Slomka, niemiecki piłkarz, trener
  - Aleksandr Szabałow, amerykański szachista pochodzenia rosyjskiego
- 13 września:
  - Michael Johnson, amerykański lekkoatleta, sprinter
  - Tim Owens, amerykański wokalista, członek zespołów: Winter’s Bane, British Steel, Judas Priest, Iced Earth, Beyond Fear, Yngwie Malmsteen i Charred Walls of the Damned
  - Stephen Perkins, amerykański perkusista, autor tekstów, członek zespołu Jane’s Addiction
- 14 września:
  - Allon Chazzan, izraelski piłkarz, trener
  - Ihor Łeonow, ukraiński piłkarz, trener
  - Ivan Masařík, czeski biathlonista
  - John Power, brytyjski piosenkarz
  - Michael Schmidt-Salomon, niemiecki filozof, publicysta, działacz ateistyczny
- 15 września:
  - Wilmer Cabrera, kolumbijski piłkarz
  - Simone Greiner-Petter-Memm, niemiecka biathlonistka
  - Marko Myyry, fiński piłkarz
  - Balthazar Ntivuguruzwa, rwandyjski duchowny katolicki
  - Hansjörg Tauscher, niemiecki narciarz alpejski
  - Don Wycherley, irlandzki aktor
  - Miroslav Žitnjak, chorwacki piłkarz, bramkarz, trener
- 16 września:
  - Maria Luís Albuquerque, portugalska ekonomistka, polityk
  - Artur Jurkowski, polski samorządowiec, wicewojewoda dolnośląski
  - Mike Smith, kanadyjski lekkoatleta, wieloboista
  - Alain Claude Bilie By Nze, gaboński polityk
- 17 września:
  - Michael Carbajal, amerykański bokser pochodzenia meksykańskiego
  - Stefan Krauße, niemiecki saneczkarz
  - Petr Pravec, czeski astronom
  - Mate Uzinić, chorwacki duchowny katolicki, biskup Dubrownika
  - Malik Yoba, amerykański aktor, piosenkarz pochodzenia burkińskiego
- 18 września:
  - Gary Anderson, nowozelandzki kolarz torowy i szosowy pochodzenia brytyjskiego
  - Andre de la Cruz, brazylijski aktor, reżyser i scenarzysta filmowy
  - Tara Fitzgerald, brytyjska aktorka
  - Masami Ihara, japoński piłkarz
  - Roberto Rosetti, włoski sędzia piłkarski
- 19 września:
  - Aleksandr Karielin, rosyjski zapaśnik, polityk
  - Jacek Kubka, polski strzelec sportowy
  - Michel Lafis, szwedzki kolarz szosowy
  - Steve Locher, szwajcarski narciarz alpejski
  - Rafał Matyja, polski historyk, politolog
  - Iwona Nabożna, polska piłkarka ręczna
  - Raymond Pierre, amerykański lekkoatleta, sprinter
  - Tangariki Reete, kiribatyjska polityczka
  - Roland Schimmelpfennig, niemiecki prozaik, dramaturg
- 20 września:
  - Craig Forrest, kanadyjski piłkarz, bramkarz pochodzenia angielskiego
  - Kristen Johnston, amerykańska aktorka
  - Wayne Middaugh, kanadyjski curler
  - Mônica Rodrigues, brazylijska siatkarka plażowa
  - Jarmo Saastamoinen, fiński piłkarz
- 21 września:
  - Vicky Ford, brytyjska polityk
  - David Grubbs, amerykański gitarzysta, pianista, wokalista, członek zespołów: Squirrel Bait(inne języki), Bastro(inne języki) i Gastr del Sol
  - Faith Hill, amerykańska piosenkarka country, aktorka
  - Krystyna Kuta, polska lekkoatletka, biegaczka długodystansowa
  - Modesto Molina, boliwijski piłkarz
  - Timmy T, amerykański piosenkarz, muzyk
- 22 września:
  - Petras Čimbaras, litewski polityk i przedsiębiorca, poseł
  - Rickard Rydell, szwedzki kierowca wyścigowy
  - Félix Savón, kubański bokser
- 23 września:
  - Dariusz Jacek Krawiec, polski ekonomista, menedżer
  - Masashi Nakayama, japoński piłkarz
  - Katarzyna Piekarska, polska prawnik, polityk, poseł na Sejm RP
  - Christian Reich, szwajcarski bobsleista
  - Cathrine Roll-Matthiesen, norweska piłkarka ręczna
- 24 września:
  - Noreena Hertz, brytyjska ekonomistka pochodzenia żydowskiego
  - Andreea Păstârnac, rumuńska filolog, dyplomata, polityk
  - Igor Protti, włoski piłkarz
- 25 września:
  - Jeff Hartwig, amerykański lekkoatleta, tyczkarz
  - Catiuscia Marini, włoska polityk, prezydent Umbrii
- 26 września:
  - Hans Agbo, kameruński piłkarz
  - Bruno Akrapović, bośniacki piłkarz, trener
  - Shannon Hoon, amerykański wokalista, członek zespołu Blind Melon (zm. 1995)
  - Krystyna Zgierska, polska lekkoatletka, oszczepniczka
- 27 września:
  - Anna Biriukowa, rosyjska lekkoatletka, trójskoczkini
  - Francisco José Camarasa, hiszpański piłkarz
  - Stephan Freigang, niemiecki lekkoatleta, długodystansowiec
  - Uche Okechukwu, nigeryjski piłkarz
  - Andriej Piatnicki, rosyjski piłkarz, trener
  - Małgorzata Roszkowska, polska judoczka, trenerka
  - Hennadij Zubko, ukraiński polityk
- 28 września:
  - Mira Sorvino, amerykańska aktorka
  - Włodzimierz Zawadzki, polski zapaśnik
  - Steffen Zesner, niemiecki pływak
- 29 września:
  - Brett Anderson, brytyjski wokalista, kompozytor, autor tekstów, członek zespołów: Suede i The Tears
  - Éva Dónusz, węgierska kajakarka
  - Felicia Țilea-Moldovan, rumuńska lekkoatletka, oszczepniczka (zm. 2025)
  - Bogusław Wontor, polski inżynier, polityk, poseł na Sejm RP
- 30 września:
  - Mark Randall, amerykański koszykarz
  - Vladimir Cosse, mołdawski piłkarz
  - Steve Kean, szkocki piłkarz, trener
  - Adam Sowa, polski saksofonista
- 1 października:
  - Paweł Churski, polski geograf, wykładowca akademicki
  - Giorgi Czichradze, gruziński piłkarz, trener
  - Daniel Timofte, rumuński piłkarz
- 2 października:
  - Serapion (Dunaj), rosyjski biskup prawosławny
  - Frankie Fredericks, namibijski lekkoatleta, sprinter
  - Bogdan Grabarczyk, polski szachista
  - Thomas Muster, austriacki tenisista
  - Martin Švagerko, słowacki skoczek narciarski
  - Lew Temple, amerykański aktor
- 3 października:
  - Grzegorz Gielerak, polski generał dywizji
  - Todd McLellan, kanadyjski hokeista, trener
  - Tomasz Nagórka, polski lekkoatleta, płotkarz
  - Artur Szałabawka, polski polityk, samorządowiec, poseł na Sejm RP
  - Lynda Tolbert-Goode, amerykańska lekkoatletka, płotkarka
  - Denis Villeneuve, kanadyjski reżyser filmowy
- 4 października:
  - Sofija Bożanowa, bułgarska lekkoatletka, trójskoczkini i skoczkini w dal
  - Piotr Całbecki, polski polityk, marszałek województwa kujawsko-pomorskiego
  - Nick Green, australijski wioślarz
  - Torsten Kracht, niemiecki piłkarz
  - Liev Schreiber, amerykański aktor, reżyser filmowy pochodzenia żydowskiego
- 5 października:
  - Rex Chapman, amerykański koszykarz
  - Johnny Gioeli, amerykański wokalista, członek zespołów: Hardline(inne języki) i Axel Rudi Pell
  - Guy Pearce, australijski aktor, muzyk pochodzenia brytyjskiego
  - Alfonso Sosa, meksykański piłkarz, trener
  - Wojciech Świtała, polski pianista
- 6 października:
  - Kennet Andersson, szwedzki piłkarz
  - Bruno Bichir, meksykański aktor
  - Svend Karlsen, norweski trójboista siłowy, strongman
  - Piotr Urbaniak, polski aktor, dziennikarz radiowy
  - Steven Woolfe, brytyjski prawnik, polityk
- 7 października:
  - Toni Braxton, amerykańska piosenkarka, aktorka
  - María Corina Machado, wenezuelska polityczka
  - Fabrice Moreau, kameruński piłkarz pochodzenia francuskiego
  - Grażyna Tadrzak, polska lekkoatletka, płotkarka
  - Adam Taubitz, niemiecki muzyk jazzowy
- 8 października:
  - Hendrik Duryn, niemiecki aktor
  - Primož Gliha, słoweński piłkarz, trener
  - Alexander Zorniger, niemiecki piłkarz, trener
- 9 października:
  - Carling Bassett, kanadyjska tenisistka
  - Curt Clausen, amerykański lekkoatleta, chodziarz
  - Artur Davis, amerykański polityk
  - Gheorghe Popescu, rumuński piłkarz, menedżer
- 10 października:
  - Michael Giacchino, amerykański kompozytor pochodzenia włoskiego
  - Jonathan Littell, amerykański pisarz
  - Gavin Newsom, amerykański polityk, gubernator Kalifornii
  - Jacek Zieliński, polski piłkarz, trener
- 11 października:
  - Danny Maddix, jamajski piłkarz, trener
  - Tazz, amerykański wrestler
  - Dušan Uhrin (junior), czeski piłkarz, trener
- 12 października:
  - Saara Kuugongelwa, namibijska ekonomistka, polityk, premier Namibii
  - Frode Olsen, norweski piłkarz, bramkarz
  - Jacek Streich, polski wioślarz
  - Susanne Munk Wilbek, duńska piłkarka ręczna, bramkarka
- 13 października:
  - Cornelia Anken, niemiecka pisarka
  - Aleksander Čeferin, słoweński prawnik, działacz piłkarski, prezydent UEFA
  - Jean-Luc Dogon, francuski piłkarz
  - Kenny Green, amerykański koszykarz
  - Dżamszed Isojew, tadżycki szachista
  - Tomasz Kołodziejczak, polski pisarz science fiction i fantasy
  - Pablo Laso, hiszpański koszykarz, trener
  - Javier Sotomayor, kubański lekkoatleta, skoczek wzwyż
  - Kate Walsh, amerykańska aktorka
- 14 października:
  - Ralph Leonhardt, niemiecki kombinator norweski
  - Kirsi Piha, fińska ekonomistka, polityk
  - Jason Plato, brytyjski kierowca wyścigowy
  - Alain Roche, francuski piłkarz
  - Bogdan Sawicki, polski dziennikarz, prezenter radiowy i telewizyjny, lektor (zm. 2018)
- 15 października:
  - Richard Cobbing, brytyjski narciarz dowolny
  - Götz Otto, niemiecki aktor
  - Gustavo Zapata, argentyński piłkarz
- 16 października:
  - Jason Everman, amerykański basista
  - Joe Murphy, kanadyjski hokeista
  - Ike Shorunmu, nigeryjski piłkarz, bramkarz
  - Dejan Židan, słoweński polityk, przewodniczący Zgromadzenia Państwowego
- 17 października:
  - Tudorița Chidu, rumuńska lekkoatletka, biegaczka średniodystansowa
  - Pedro González Vera, chilijski piłkarz
  - Bogdan Rymanowski, polski dziennikarz i prezenter telewizyjny
  - Louis-Jean Sander, haitański duchowny katolicki
  - Nathalie Tauziat, francuska tenisistka
  - Allen West, amerykański gitarzysta, kompozytor, członek zespołów: Massacre, Obituary, Six Feet Under, Lowbrow(inne języki) i Southwicked
- 18 października:
  - Ólafur Adolfsson, islandzki piłkarz
  - Tony Daley, angielski piłkarz
  - Matjaž Florjančič, słoweński piłkarz
  - Hunor Kelemen, rumuński polityk, publicysta pochodzenia węgierskiego
  - Ołeksandr Nikiforow, ukraiński piłkarz
- 19 października:
  - Claus Christiansen, duński piłkarz
  - Beata Mazurek, polska socjolog, polityk, poseł na Sejm RP i eurodeputowana
  - Yōko Shimomura, japońska kompozytorka
  - Judith Tuluka, kongijska polityk, premier Demokratycznej Republiki Konga
- 20 października:
  - Ted Chiang, amerykański pisarz science fiction
  - Luigi Lo Cascio, włoski aktor
  - Luck Mervil, haitańsko-kanadyjski aktor, piosenkarz, kompozytor
- 21 października:
  - Éric Chahi, francuski projektant gier komputerowych
  - Paul Ince, angielski piłkarz, trener
  - Dragoje Leković, serbski piłkarz, bramkarz
  - Gavin Lovegrove, nowozelandzki lekkoatleta, oszczepnik
- 22 października:
  - Rui Correia, portugalski piłkarz, bramkarz
  - Rita Guerra, portugalska piosenkarka
  - Marek Krząkała, polski samorządowiec, polityk, poseł na Sejm RP
  - Carlos Mencia, amerykański aktor pochodzenia honduraskiego
  - Stefan Mohr, niemiecki szachista
  - Ana Beatriz Nogueira, brazylijska aktorka
- 23 października:
  - Dale Crover, amerykański perkusista, członek zespołu Melvins
  - Salvator Kaçaj, albański piłkarz
  - Miodrag Radulović, czarnogórski piłkarz, trener
  - Agata Wojtyszek, polska nauczycielka, działaczka samorządowa, polityk, wojewoda świętokrzyski
  - Jaime Yzaga, peruwiański tenisista
- 24 października:
  - Mounir Boukadida, tunezyjski piłkarz
  - Michał Grymuza, polski gitarzysta, kompozytor, producent muzyczny, członek zespołów: Armia, De Mono i Ocean
  - Tadeusz Kamiński, polski socjolog, politolog
  - Jean-Christophe Lagarde, francuski polityk
  - Jacqueline McKenzie, australijska aktorka
  - Elwira Pluta, polska scenograf filmowa
  - Rick Ravanello, kanadyjski aktor
- 25 października:
  - Maik Landsmann, niemiecki kolarz szosowy
  - Martin Marinow, bułgarski kajakarz, kanadyjkarz
  - Gary Sundgren, szwedzki piłkarz
- 26 października:
  - Douglas Alexander, brytyjski politolog, prawnik, historyk, polityk
  - Keith Urban, australijski gitarzysta i piosenkarz country
- 27 października:
  - Jaren Jackson, amerykański koszykarz
  - Igor Janke, polski dziennikarz, publicysta
  - Ardian Kozniku, chorwacki piłkarz pochodzenia albańskiego
  - Simone Moro, włoski alpinista, himalaista
  - Scott Weiland, amerykański wokalista, członek zespołu Stone Temple Pilots (zm. 2015)
  - Dilara Weliszajewa, ukraińska koszykarka
- 28 października:
  - Zofia Bawarska, księżna Liechtensteinu
  - Richard Bona, kameruński muzyk i wokalista jazzowy
  - Julia Roberts, amerykańska aktorka
  - Wiktor Rżaksinski, ukraiński kolarz szosowy
- 29 października:
  - Thorsten Fink, niemiecki piłkarz, trener
  - Joely Fisher, amerykańska aktorka
  - Piotr (Musteață), mołdawski biskup prawosławny
  - Rufus Sewell, brytyjski aktor
- 30 października:
  - Arsène Hobou, iworyjski piłkarz
  - Leonidas Kavakos, grecki skrzypek, dyrygent
  - Ilija Lupulesku, serbski tenisista stołowy
  - Fernando Muñoz, hiszpański piłkarz
  - Jolanta Sawicka, polska urzędniczka i prawniczka, wicewojewoda podkarpacki
  - Joey Starr, francuski raper, kompozytor, autor tekstów
  - David White, angielski piłkarz
- 31 października:
  - Irina Pantajewa, rosyjsko-amerykańska modelka
  - Monika Soszka, polska aktorka
  - Vanilla Ice, amerykański raper, aktor
- 1 listopada:
  - Tina Arena, australijska piosenkarka pochodzenia włoskiego
  - Emil Shimoun Nona, iracki duchowny katolicki, arcybiskup Kościoła chaldejskiego w Mosulu
  - Miguel Rimba, boliwijski piłkarz
  - Andrzej Romanek, polski prawnik, samorządowiec, polityk, poseł na Sejm RP
- 2 listopada:
  - Kurt Elling, amerykański wokalista jazzowy pochodzenia holenderskiego
  - Beata Fido, polska aktorka
  - András Keresztúri, węgierski piłkarz, trener
  - Derek Porter, kanadyjski wioślarz
  - Ryszard Sobczak, polski florecista
  - Zvonimir Soldo, chorwacki piłkarz
  - Olga Stanisławska, polska dziennikarka, reportażystka
  - Scott Walker, amerykański polityk, gubernator stanu Wisconsin
  - Sławomir Woźniak, polski tancerz, choreograf
- 3 listopada:
  - Birk Anders, niemiecki biathlonista
  - Piotr Boczkariow, rosyjski lekkoatleta, tyczkarz
  - Sofroniusz (Drincec), rumuński duchowny prawosławny, biskup Oradei
  - Adam Gawęda, polski polityk, poseł na Sejm i senator RP
  - Ariel Lascarro Tapia, kolumbijski duchowny katolicki, biskup Magangué
  - Mykoła Milczew, ukraiński strzelec sportowy
  - Andrij Mychalczuk, ukraiński piłkarz
  - Dariusz Nogaj, polski motorowodniak
  - Maria Răducanu, rumuńska wokalistka i kompozytorka jazzowa
  - John Tomac, amerykański kolarz górski i szosowy
  - Steven Wilson, brytyjski muzyk, wokalista, kompozytor, członek zespołu Porcupine Tree
- 4 listopada:
  - Kate Cary, brytyjska pisarka
  - David MacEachern, kanadyjski bobsleista
  - Sławomira Jezierska, polska piłkarka ręczna
  - Radosław Mroczkowski, polski piłkarz, trener
  - Wojciech Pięciak, polski dziennikarz, publicysta
  - Ołena Sadownycza, ukraińska łuczniczka
  - Sławomir Siezieniewski, polski dziennikarz i prezenter telewizyjny
- 5 listopada:
  - Colette Brand, szwajcarska narciarka dowolna
  - Mikke van Hool, belgijski kierowca wyścigowy
  - Kayah, polska piosenkarka, autorka tekstów, producentka muzyczna
  - Krzysztof Kiljański, polski wokalista popowy i jazzowy
  - Marcelo D2, brazylijski raper
  - Judy Reyes, amerykańska aktorka
  - Dorota Słomińska, polska szpadzistka
- 6 listopada:
  - Stan Efferding, amerykański kulturysta, trójboista siłowy
  - Massimo Ficcadenti, włoski piłkarz, trener
  - Shūzō Matsuoka, japoński tenisista
- 7 listopada:
  - Steve DiGiorgio, amerykański muzyk, basista, kompozytor, wokalista, producent muzyczny
  - Oksana Fandera, rosyjsko-ukraińska aktorka
  - David Guetta, francuski didżej, producent muzyczny
  - Marc Hottiger, szwajcarski piłkarz
  - Sharleen Spiteri, szkocka wokalistka, członkini zespołu Texas
- 8 listopada:
  - José Caminero, hiszpański piłkarz
  - Kamar de los Reyes, kubańsko-portorykański aktor, tancerz (zm. 2023)
  - Courtney Thorne-Smith, amerykańska aktorka
- 9 listopada:
  - Scott Bianco, kanadyjski zapaśnik
  - Guido Quaroni, włoski aktor
- 10 listopada:
  - Terry Butler, amerykański basista, członek zespołu Obituary
  - Athena Massey, amerykańska aktorka
  - Andreas Scholl, niemiecki śpiewak operowy (kontratenor)
  - Andrew Vowles, brytyjski didżej, wokalista, członek zespołu Massive Attack
  - Michael Jai White, amerykański aktor, reżyser, scenarzysta i producent filmowy, kaskader, mistrz sztuk walki
- 11 listopada:
  - Mścisław (Diaczyna), rosyjski biskup prawosławny
  - Gil de Ferran, brazylijski kierowca wyścigowy
  - Krzysztof Stelmach, polski siatkarz, trener
- 12 listopada:
  - Gerald Glass, amerykański koszykarz, trener
  - Martina Dalić, chorwacka ekonomistka, polityk
  - Grant Nicholas, walijski wokalista, gitarzysta, członek zespołu Feeder
  - Takuya Takagi, japoński piłkarz
- 13 listopada:
  - Juhi Chawla, indyjska aktorka, producentka filmowa, modelka
  - Hong Sung-sik, południowokoreański bokser
  - Jimmy Kimmel, amerykański prezenter i producent telewizyjny
  - Dariusz Kołodziejczyk, polski filolog, polityk, poseł na Sejm RP
  - Dariusz Skrzypczak, polski piłkarz
  - Dmitrij Szewczenko, rosyjski florecista
  - Steve Zahn, amerykański aktor
- 14 listopada:
  - Tomasz Banaś, polski kompozytor, gitarzysta, członek zespołów: De Mono i Indigo
  - Imre Pulai, węgierski kajakarz, kanadyjkarz
  - Timofiej Skriabin, rosyjski bokser
  - Makoto Teguramori, japoński piłkarz, trener
  - Cezary Zamana, polski kolarz szosowy
  - Zé Carlos, brazylijski piłkarz (zm. 2024)
- 15 listopada:
  - Greg Anthony, amerykański koszykarz
  - Tim Butcher, brytyjski dziennikarz, pisarz
  - Grzegorz Damięcki, polski aktor
  - E-40, amerykański raper
  - François Ozon, francuski reżyser i scenarzysta filmowy
  - Pandeli Majko, albański polityk, premier Albanii
  - Danell Nicholson, amerykański bokser
  - Gustavo Poyet, urugwajski piłkarz, trener
- 16 listopada:
  - Lisa Bonet, amerykańska aktorka, reżyserka filmowa i telewizyjna
  - Nicolae Ghiță, rumuński zapaśnik
  - Janusz Gołąb, polski wspinacz
  - Mike Okoth Origi, kenijski piłkarz
- 17 listopada:
  - Michaił Botwinow, austriacki biegacz narciarski pochodzenia rosyjskiego
  - Innocenty (Jerochin), rosyjski biskup prawosławny
  - Kim Yong-sik, północnokoreański zapaśnik
  - Thomas Libiih, kameruński piłkarz
  - Domenico Schiattarella, włoski kierowca wyścigowy
- 18 listopada:
  - Rasa Kreivytė, litewska koszykarka, trenerka
  - Robb Holland, amerykański kierowca wyścigowy
  - Thomas Reineck, niemiecki kajakarz
  - Bruce Westerman, amerykański polityk, kongresmen
- 19 listopada:
  - Ludwig Gredler, austriacki biathlonista
  - Olaf Hense, niemiecki lekkoatleta, płotkarz i sprinter
  - Mykoła Katerynczuk, ukraiński prawnik, polityk
  - Arkadiusz Pragłowski, polski dziennikarz, przedsiębiorca, producent muzyczny, podróżnik, fotograf
  - Paweł Stasiak, polski wokalista, członek zespołu Papa Dance
- 20 listopada:
  - Martin Glváč, słowacki prawnik, polityk
  - Stuart Ripley, angielski piłkarz
- 21 listopada:
  - Ken Block, amerykański kierowca rajdowy i rallycrossowy (zm. 2023)
  - Tomislav Kocijan, austriacki piłkarz, trener pochodzenia chorwackiego
  - Toshihiko Koga, japoński judoka (zm. 2021)
  - Robert Magdziarz, polski informatyk, polityk, wicewojewoda śląski
- 22 listopada:
  - Boris Becker, niemiecki tenisista, trener
  - Renata Fatla, polska modelka, fotomodelka, zdobywczyni tytułu Miss Polonia
  - José Guadalupe Cruz, meksykański piłkarz, trener
  - Roland Meier, szwajcarski kolarz szosowy
  - Mark Ruffalo, amerykański aktor pochodzenia włoskiego
  - Bart Veldkamp, holendersko-belgijski łyżwiarz szybki
- 23 listopada:
  - Christophe Cocard, francuski piłkarz
  - Andrzej Paprot, polski gitarzysta rockowy
  - Salli Richardson, amerykańska aktorka
- 24 listopada:
  - Mirjana Joković, serbska aktorka
  - Kerstin Köppen, niemiecka wioślarka
  - Stefan Tewes, niemiecki hokeista na trawie
- 25 listopada:
  - Anthony Nesty, surinamski pływak
  - Andrea Stinson, amerykańska koszykarka
- 26 listopada:
  - Mariusz Jakus, polski aktor, pedagog
  - Zoltán Kósz, węgierski piłkarz wodny, bramkarz
  - Dariusz Olszewski, polski działacz sportowy, polityk, poseł na Sejm RP
  - Susanne Rosenqvist, szwedzka kajakarka
- 27 listopada:
  - João Cunha e Silva, portugalski tenisista
  - Shane Embury, brytyjski muzyk, kompozytor
  - Adam Hutyra, polski aktor, wokalista, reżyser teatralny
  - Andrzej Przeździecki, polski siatkarz
  - Marcin Sendecki, polski dziennikarz, krytyk literacki, poeta
- 28 listopada:
  - Adam Bobryk, polski socjolog, dziennikarz, samorządowiec
  - Marcel Ciolacu, rumuński polityk, przewodniczący Izby Deputowanych
  - Chris Heaton-Harris, brytyjski polityk
  - Saeed-Ahmed Saeed, emiracki szachista
  - Anna Nicole Smith, amerykańska modelka, aktorka (zm. 2007)
  - José del Solar, peruwiański piłkarz, trener
- 29 listopada:
  - Sapar Batyrow, turkmeński szachista
  - Jan Behrendt, niemiecki saneczkarz
  - Luiz Gonçalves Knupp, brazylijski duchowny katolicki, biskup Três Lagoas
  - Sylvia Jörrißen, niemiecka polityk
  - Charles Smith, amerykański koszykarz
- 30 listopada:
  - Ulf Hielscher, niemiecki bobsleista
  - Justin Lazard, amerykański aktor, producent filmowy i telewizyjny
  - Lestari Moerdijat, indonezyjska archeolożka i polityczka
- 1 grudnia:
  - Gabriel Barceló Milta, balearski polityk
  - Nestor Carbonell, amerykański aktor
  - Artur Domosławski, polski teatrolog, dziennikarz i pisarz
  - Ewa Drzyzga, polska dziennikarka i prezenterka telewizyjna
  - Terry Virts, amerykański pilot wojskowy, astronauta
- 2 grudnia:
  - Wojciech Bartnik, polski bokser, trener
  - Jacek Królik, polski gitarzysta, członek zespołów: Chłopcy z Placu Broni i Brathanki
- 3 grudnia:
  - Johnson Bwalya, zimbabwejski piłkarz
  - Edmilson Tadeu Canavarros dos Santos, brazylijski duchowny katolicki, biskup pomocniczy Manaus
  - Mark Deklin, amerykański aktor
  - Nicolae Guță, rumuński piosenkarz
  - Gilles Marguet, francuski biathlonista
  - Piotr Pietrasz, polski polityk i publicysta
- 4 grudnia:
  - Adamski, brytyjski muzyk house
  - Guillermo Amor, hiszpański piłkarz
  - Flavian Kassala, tanzański duchowny katolicki, biskup Geity
- 5 grudnia:
  - Dariusz Daszkiewicz, polski siatkarz, trener
  - Juan Carlos Fresnadillo, hiszpański reżyser, scenarzysta i producent filmowy
  - Luc Jacquet, francuski biolog, reżyser, scenarzysta i operator filmowy
  - Knez, czarnogórski piosenkarz
  - Amanda Lepore, amerykańska piosenkarka, aktorka, modelka
  - Frank Luck, niemiecki biathlonista
  - Viesturs Meijers, łotewski szachista (zm. 2024)
  - Bogdan Stelea, rumuński piłkarz, bramkarz, trener
  - Krisztina Tóth, węgierska pisarka
- 6 grudnia:
  - Judd Apatow, amerykański aktor, reżyser, scenarzysta i producent filmowy
  - Paweł Bravo, polski dziennikarz, tłumacz
  - Marko Simeunovič, słoweński piłkarz, bramkarz
- 7 grudnia:
  - Václav Chalupa, czeski wioślarz
  - David Hirst, angielski piłkarz
  - Thierry Serfaty, francuski lekarz, pisarz
- 8 grudnia:
  - Andreas Kapp, niemiecki curler
  - Raúl Labrador, amerykański prawnik i polityk pochodzenia portorykańskiego
  - Maria Wietrzykowska, polski muzyk, producent płytowy
- 9 grudnia:
  - Joshua Bell, amerykański skrzypek
  - Coffi Codjia, beniński sędzia piłkarski
  - Dan Diaconescu, rumuński dziennikarz, przedsiębiorca, polityk
- 10 grudnia:
  - Shannon Hamm, amerykański gitarzysta, kompozytor, członek zespołów: Death, Control Denied, Synesis Absorption i Order of Ennead(inne języki)
  - Beatrix Karl, austriacka prawnik, polityk
  - Messiah Marcolin, szwedzki muzyk, wokalista, autor tekstów, członek zespołów: Candlemass i Stillborn
  - Arnold Pinnock, kanadyjski aktor
- 11 grudnia:
  - Adel Abdelrahman, egipski piłkarz
  - DJ Yella, amerykański didżej, producent muzyczny, reżyser
  - Mo’Nique, amerykańska aktorka, komik, gospodyni talk-show
  - Joanna Przetakiewicz, polska projektantka mody
  - Katy Steding, amerykańska koszykarka, trenerka
- 12 grudnia:
  - Walter Kogler, austriacki piłkarz
  - João Pedro Matos Fernandes, portugalski inżynier, menedżer, wykładowca akademicki, polityk
  - Nuran Pelikjan, bułgarski zapaśnik
  - Ingrid Steen, norweska piłkarka ręczna
  - Piotr Wawrzyk, polski politolog, polityk, wiceminister spraw zagranicznych
- 13 grudnia:
  - Thomas Bushnell, amerykański zakonnik, programista
  - Jamie Foxx, amerykański aktor, komik, wokalista
  - Ewa Gawryluk, polska aktorka
  - Kamel Kaci-Saïd, algierski piłkarz
  - Andrej Kowaczew, bułgarski polityk
  - Mika Kuusisto, fiński biegacz narciarski
  - NeNe Leakes, amerykańska aktorka
  - Veli Paloheimo, fiński tenisista
- 14 grudnia:
  - Ewa Białołęcka, polska pisarka
  - Hanne Haugland, norweska lekkoatletka, skoczkini wzwyż
- 15 grudnia:
  - David Černý, czeski rzeźbiarz
  - Rex Ramirez, filipiński duchowny katolicki, biskup Naval
  - Oleg Ryżenkow, białoruski biathlonista
  - Mo Vaughn, amerykański baseballista
- 16 grudnia:
  - Donovan Bailey, kanadyjski lekkoatleta, sprinter pochodzenia jamajskiego
  - Miranda Otto, australijska aktorka
  - Ion Timofte, rumuński piłkarz
- 17 grudnia:
  - Gigi D’Agostino, włoski didżej, remixer, producent muzyczny
  - Vincent Damphousse, kanadyjski hokeista
  - Grzegorz (Durić), serbski biskup prawosławny
  - Herci Halewi, izraelski dowódca wojskowy
  - Saławat Rachmietow, rosyjski wspinacz sportowy
  - Marcin Sołtyk, polski lektor
- 18 grudnia:
  - Darko Milanič, słoweński piłkarz, trener
  - Mille Petrozza, niemiecki gitarzysta, wokalista pochodzenia włoskiego, członek zespołu Kreator
  - Mykoła Rud´kowski, ukraiński polityk
  - Radhouane Salhi, tunezyjski piłkarz, bramkarz
  - Robert Wahlberg, amerykański aktor
- 19 grudnia:
  - Criss Angel, amerykański muzyk, iluzjonista, kaskader
  - Charles Austin, amerykański lekkoatleta, skoczek wzwyż
  - Pat Fallon, amerykański polityk, kongresmen
  - José Alberto González Juárez, meksykański duchowny katolicki, biskup Tuxtrpec
  - Roland Hennig, niemiecki kolarz szosowy i torowy
  - Jens Lehmann, niemiecki kolarz szosowy i torowy
  - Guðlaugur Þór Þórðarson, islandzki polityk
- 20 grudnia:
  - Eugenia Cauduro, meksykańska aktorka
  - Mazuz Bin Dżada, algierski zapaśnik
- 21 grudnia:
  - Emil Caras, mołdawski piłkarz, trener
  - Robert Kraskowski, polski strzelec sportowy
  - Terry Mills, amerykański koszykarz
  - Micheil Saakaszwili, gruziński adwokat, polityk, prezydent Gruzji
- 22 grudnia:
  - Juan Manuel Bernal, meksykański aktor
  - Dan Petrescu, rumuński piłkarz, trener
  - Romică Rașovan, rumuński zapaśnik
- 23 grudnia:
  - Carla Bruni-Sarkozy, włoska modelka, piosenkarka, była pierwsza dama Francji
  - Frank Dittrich, niemiecki łyżwiarz szybki
  - Otis Grant, kanadyjski bokser
  - Petr Hrdlička, czeski strzelec sportowy
  - Ainars Latkovskis, łotewski polityk
  - Stefan Saliger, niemiecki hokeista na trawie
- 24 grudnia:
  - Jarosław Baran, polski pilot rajdowy
  - Samir Mane, albański przedsiębiorca
  - Michaił Szczennikow, rosyjski lekkoatleta, chodziarz
  - Adam Wiedemann, polski poeta, prozaik, krytyk literacki i muzyczny
- 25 grudnia:
  - Pawło Klimkin, ukraiński dyplomata, polityk
  - Boris Novković, chorwacki piosenkarz
  - Oleg Tińkow, rosyjski bankier, przedsiębiorca
  - Christa Wiese, niemiecka lekkoatletka, kulomiotka
- 26 grudnia:
  - Stanisław Morgalla, polski jezuita, psycholog
  - Rico Steinmann, niemiecki piłkarz
  - Zoltán Szlezák, węgierski piłkarz, trener
- 27 grudnia:
  - Brent Haygarth, południowoafrykański tenisista
  - Gregory B. Waldis, szwajcarski aktor
- 28 grudnia:
  - Cezary Konrad, polski perkusista jazzowy, kompozytor
  - Paula Pereira, brazylijska aktorka
- 29 grudnia:
  - Rajmund Andrzejczak, polski generał dywizji, szef Sztabu Generalnego Wojska Polskiego
  - James McTeigue, australijski reżyser filmowy
  - Dirk Schuster, niemiecki piłkarz, trener
  - Evan Seinfeld, amerykański wokalista, basista, członek zespołów: Biohazard, Damnocracy(inne języki) i Attika7, aktor, reżyser, scenarzysta i producent filmów pornograficznych pochodzenia żydowskiego
  - Lilly Wachowski, amerykańska reżyserka i producentka filmowa, pisarka pochodzenia polskiego
  - Thorsten Weidner, niemiecki florecista
  - Ihor Żdanow, ukraiński polityk
- 30 grudnia:
  - Seymour Fagan, jamajski lekkoatleta, sprinter
  - Andrzej Pilichowski-Ragno, polski fotograf, ilustrator książek dla dzieci
  - Philippe Quintais, francuski zawodnik i trener pétanque
  - Chris Wilson, kanadyjski zapaśnik
- 31 grudnia:
  - Filaret (Bulekow), rosyjski biskup prawosławny
  - Paweł Dunin-Wąsowicz, polski dziennikarz, publicysta, krytyk literacki
  - Tomáš Kos, czeski biathlonista
  - Krystian Matysek, polski reżyser filmów dokumentalnych
  - Tomasz Sakiewicz, polski dziennikarz, publicysta
  - Valdeir, brazylijski piłkarz
- data dzienna nieznana: 
  - Jarosław Flis, polski socjolog
  - Tomasz Tokarski, polski ekonomista
  - Maciej Żerdziński, polski pisarz fantastycznonaukowy i psychiatra

## Zdarzenia astronomiczne
- 18 października – zaćmienie Księżyca

## Nagrody Nobla
- z fizyki – Hans Bethe
- z chemii – Manfred Eigen, Ronald Norrish, George Porter
- z medycyny – Ragnar Granit, Haldan Hartline, George Wald
- z literatury – Miguel Asturias
- nagroda pokojowa – nagrody nie przyznano

## Święta ruchome
- Tłusty czwartek: 2 lutego
- Ostatki: 7 lutego
- Popielec: 8 lutego
- Niedziela Palmowa: 19 marca
- Wielki Czwartek: 23 marca
- Wielki Piątek: 24 marca
- Pamiątka śmierci Jezusa Chrystusa: 25 marca
- Wielka Sobota: 25 marca
- Wielkanoc: 26 marca
- Poniedziałek Wielkanocny: 27 marca
- Wniebowstąpienie Pańskie: 4 maja
- Zesłanie Ducha Świętego: 14 maja
- Boże Ciało: 25 maja